# Almagro (Espanha)

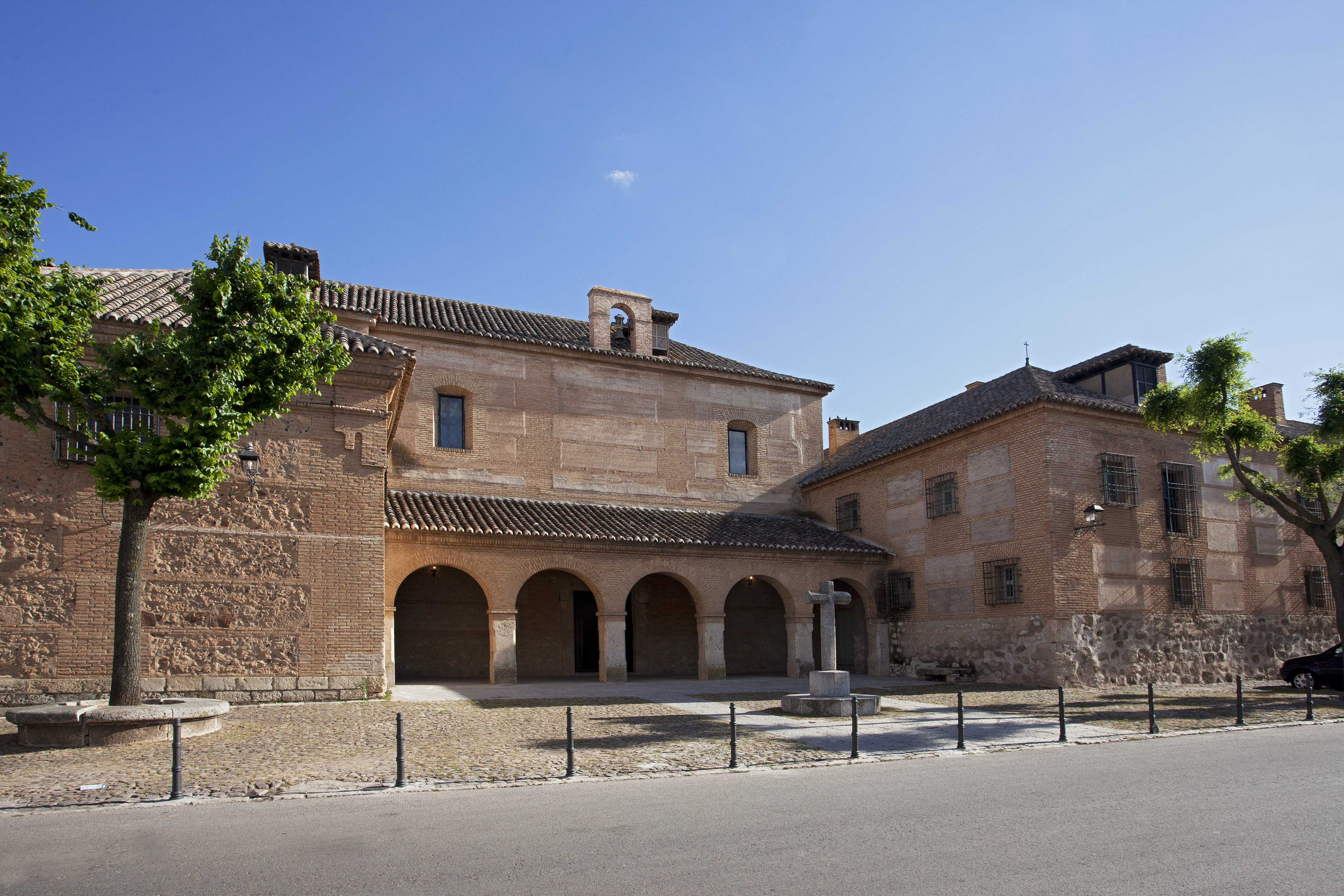
Convento de Santa Catarina de Siena (século XVII), atualmente é um Parador de Turismo

Almagro é um município da Espanha na província de Cidade Real, comunidade autónoma de Castela-Mancha. Tem 249,7 km² de área e em 2021 tinha  habitantes (densidade: 35,6 hab./km²). Situa-se no centro da província, na parte sudoeste de Castela-Mancha, 28 km a sudeste de Cidade Real, 135 km a sul de Toledo, 210 km a sul de Madrid e 220 km a nordeste de Córdova.
Atualmente uma cidade vive sobretudo do turismo e, em menor grau, da agricultura, no passado Almagro foi uma vila importante, principalmente entre os séculos XIII e XVIII, onde a Ordem de Calatrava tinha uma parte importante dos seus órgãos de direção e onde residia a maior parte dos seus dirigentes. A família de banqueiros alemães Fugger construiu um palácio e uma igreja no século XVII e nesse mesmo século e no seguinte foram construídos vários palácios, solares, igrejas e conventos que testemunham a prosperidade e importância da vila nessa época.[carece de fontes?] A cidade é famosa pela sua Plaza Mayor [es], inspirada nas praças principais das cidades flamengas, pelo  Curral de Comédias, um teatro do século XVII que é o único do seu género integralmente conservado, e pelo festival internacional de teatro clássico [es], que se realiza desde 1978. Desde  1972 que Almagro está classificada como Conjunto Histórico-Artístico.[carece de fontes?] e faz parte da rede "As Povoações Mais Bonitas de Espanha".

## Toponímia
O topónimo deriva do árabe المغرة (al-magra; "o barro vermelho"), uma alusão ao caraterístico barro avermelhado da área, de tonalidade almagre, que está presente no colorido da Plaza Mayor e em muitos edifícios do município.
Segundo a tradição, a origem do topónimo terria sido um castelo árabe chamado المغرب (al-magrib; "o oeste"), situado num dos ramais do caminho entre Toledo e Córdova, possivelmente no local onde estão atualmente os Palácios Maestrales.

## Geografia
O município situa-se entre pequenas serras formadas durante o Paleozoico, onde correm alguns cursos de água com pouco caudal, nomeadamente os ribeiros Pellejero e de Cuetos. O local de maior interesse geológico é a zona vulcânica do cerro da Yezosa, situada sobre maciços de quartzito, um dos três únicos locais de origem vulcânica na Península Ibérica com alguma relevância, juntamente com Olot (na Catalunha) e o cabo de Gata (na costa da Andaluzia).
| Municípios limítrofes de Almagro |                        |                      |
| Miguelturra                      | Carrión de Calatrava   | Bolaños de Calatrava |
| Pozuelo de Calatrava             |                        | Manzanares           |
| Valenzuela de Calatrava          | Granátula de Calatrava | Moral de Calatrava   |

## História
Não se sabe de quando datam os primeiros assentamentos humanos em Almagro. Pelos indícios descobertos em redor das Casas Maestrales e em locais fora do centro urbano, pensa-se que é possível que tivesse existido um povoado da Idade do Bronze. Durante o período romano, aparentemente o local foi habitado. O historiador local de Federico Galiano y Ortega terá identificado as ruínas de um aqueduto durante as obras do que é hoje o Passeio da Estação e foram encontradas moedas e uma lápide, proveniente da ponte romana de Zuqueca, em Granátula de Calatrava.
Da época visigótica, os únicos vestígios são algumas pequenas colunas decoradas com losangos talhados, descoberto em vários locais da cidade. Da época muçulmana vem o nome da cidade. Durante o século XIII tinha pouca relevância regional face às vizinhas Oreto [es] (perto de Granátula de Calatrava) e por Calatrava, a Velha, mas essa situação mudou completamente quando, nesse século, os mestres da Ordem de Calatrava mudaram a sua residência e centro administrativo das possessões da ordem para Almagro.
Segundo a tradição, o mestre de Calatrava Gonzalo Yáñez de Novoa concedeu um foral à vila em 1213, o qual foi confirmado pelo rei Fernando III de Castela em 1222. Em 1273, Afonso X, o Sábio convocou Cortes de Castela em Almagro e em 1285 foi realizada a escritura de Conveniência entre o mestre de Calatrava Ruy Pérez Ponce de León e os almagrenhos sobre os fornos, zocodover (mercados de gado?) e portagens. No século XIV a vila já tinha uma muralha e uma igreja paroquial (São Bartolomeu, o Velho), edifícios públicos como açougues, pósito [es] (celeiro municipal), cadeia, casas do Concelho (sede da administração municipal) e um castelo, o qual depois foi absorvido pelas Casas Maestrales.
O avanço da Reconquista fez com que em Almagro se reunissem as tropas a caminho da fronteira e em 1355 o rei Pedro, o Cruel mandou prender o mestre Juan Núñez de Prado nos Palácios Maestrales. O comércio foi impulsionado pela concessão de duas feiras por Henrique II de Castela em 1374. Os Capítulos Gerais da Ordem de Calatrava também passaram a reunir-se em Almagro, tanto da capela de São Bento dos Palácios Maestrales, como na Igreja de Santa Maria de los Llanos (antiga padroeira da cidade), ambas desaparecidas.
No século XV a incorporação do maestrazgo (territórios da Ordem de Calatrava) na Coroa de Castela em 1487 não mudou a situação da cidade. A partir dessa data foi o governador real que passou a residir nos Palácios Maestrales. Em 1493 Francisco de Cisneros, então chanceler-mor de Castela e arcebispo de Toledo, mandou construir o mosteiro franciscano feminino de Santa Maria de los Llanos, o qual tinha uma igreja anexa; ambos os edifícios já não existem. Os problemas financeiros do imperador Carlos V levaram a que os banqueiros alemães Fugger passassem a ser os beneficiários das rendas das minas de Almadén e dos Maestrazgos das ordens e alguns administradores dos Fugger instalaram-se em Almagro, onde construíram solares que ainda existem atualmente.
Nos séculos XVI e XVII a vila prosperou, tendo sido embelezada e expandiu-se para fora das muralhas. Nessa época foram criados os arrabaldes de São Pedro, Santiago, Santo Ildefonso, São João, São Sebastião e São Lázaro. O chaveiro da Ordem de Calatrava Fernando Fernández de Córdova y Mendoza [es] fundou o Convento-Universidade de Nossa Senhora do Rosário [es] e o comendador-mor Gutierre de Padilla fundou o Hospital da Misericórdia e o Mosteiro da Assunção de Calatrava. Foram também construídas a igreja paroquial da Madre de Deus, o Convento da Encarnação, os escritórios dos Fugger e várias casas particulares. No mesmo período, foram reformadas a igreja de São Brás, a Plaza Mayor [es] e a sede do ayuntamiento. A crise dos últimos anos do século XVI e do início do século seguinte não fez abrandar a construção em Almagro. Os franciscanos erigiram o Convento de Santa Catarina e os agostinhos, jesuítas e irmãos de São João de Deus também se instalaram na vila e os antepassados dos condes de Valdeparaíso [es] construíram lá seu palácio.

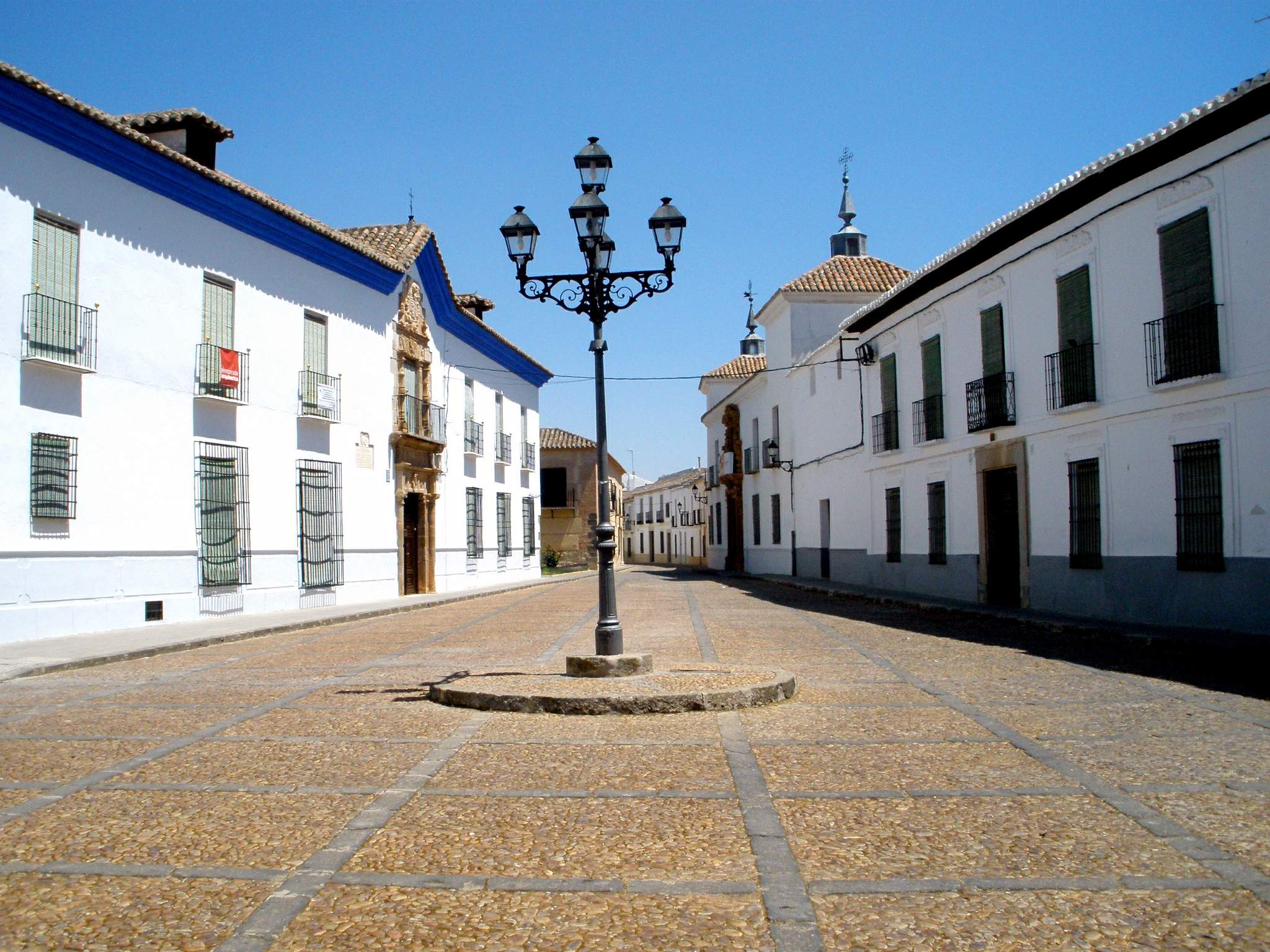
Praça de São Domingos

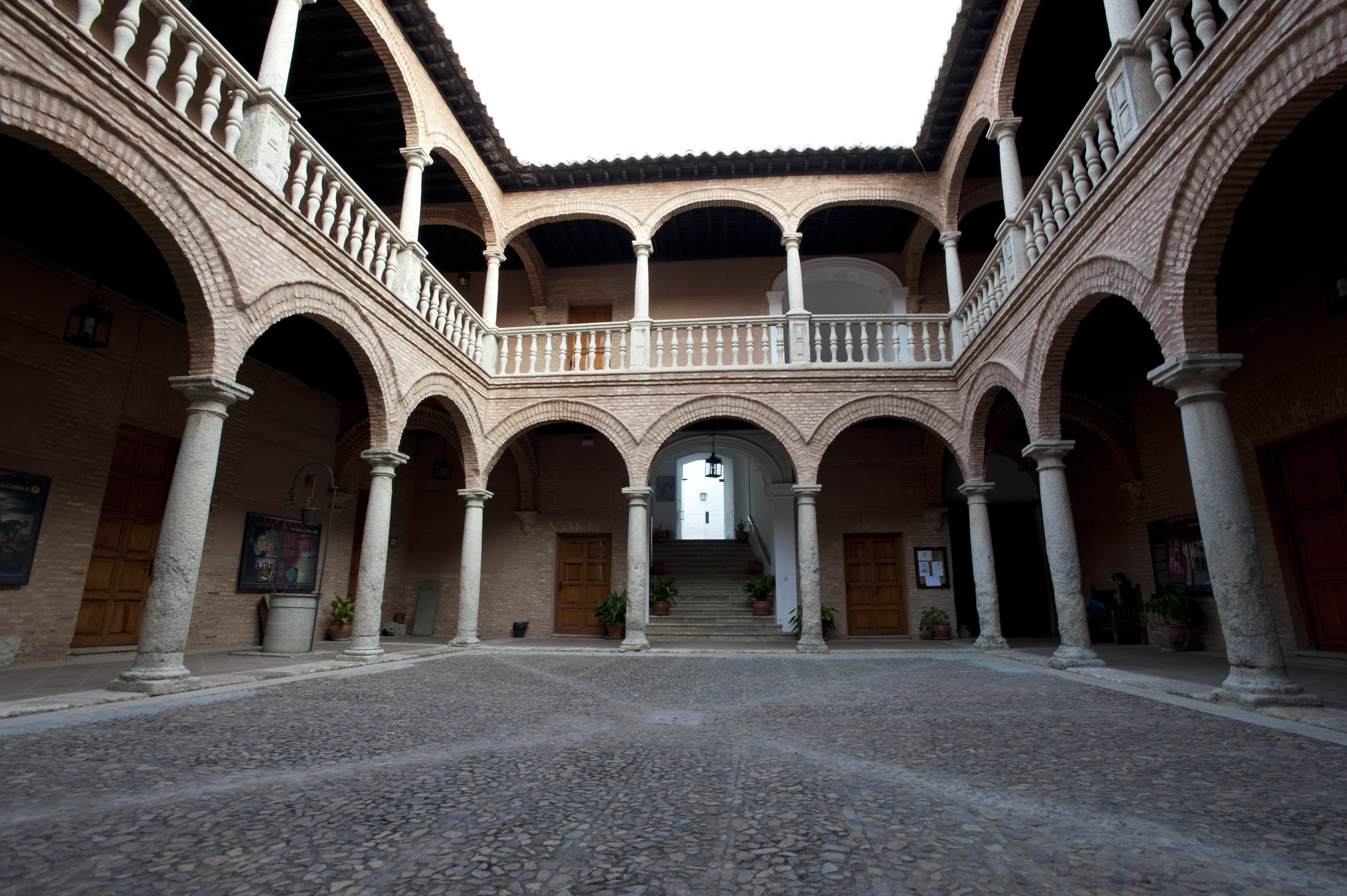
Pátio do palácio e armazém dos Fugger (Fúcares, século XVI)

Durante o século XVIII , Almagro viveu um esplendor passageiro, graças ao apoio que deu ao pretendente Bourbon Filipe V e ao facto de Juan Francisco Gaona y Portocarrero [es], conde de Valdeparaíso, ter sido ministro das finanças do rei. A vila foi a capital da Província da Mancha [es] entre 1750 e 1761. Durante esse período a povoação sofreu grandes estragos devido ao sismo de Lisboa de 1755, conforme é descrito numa carta enviada em 9 de novembro de 1755 ao marquês de Santa Cruz pelo seu administrador:
| “ | Houve muitas ruínas e algumas desgraças, em especial na vila de Almagro, onde todos os templos e conventos e muitas casas padeceram muito, principalmente os conventos de São Francisco e São Domingos, e assegura um célebre mestre de obras que há nesta terra chamado Juan Alejandro Núñez que não se poderá reedificar os estragos feitos em Almagro com 14 milhões de reais | ” |

Tendo fracassado na sua tentativa de reativação administrativa, o conde de Valdeparaíso promoveu a atividade económica, criando uma indústria têxtil dirigida pelo irlandês Enrique Doyle [es]. Depois de um notório insucesso inicial, com o tempo a indústria de sarjas e rendas desenvolveu-se e tornou-se uma das principais marcas de identidade de Almagro.
As desamortizações empreendidas pelos governos de Carlos III (r. 1759–1788) provocaram o desmantelamento dos edifícios religiosos mais importantes, o que prejudicou consideravelmente a conservação do património arquitetónica da vila; a decadente universidade renascentista local encerrou no primeiro quartel do século XIX e no mesmo século os cavaleiros calatravos, cansados da aspereza do sacro-convento do Castelo de Calatrava, a Nova, situado num cerro alto e frio, deixam a fortaleza e transladam o sacro-convento para Almagro. A comodidade foi efémera, pois em 1796 o rei Carlos IV concedeu à vila o título de cidade.
No início do século XIX a invasão francesa trouxe consigo a instalação em Almagro uma ativa loja maçónica bonapartista. A cidade sofreu com as Guerras Carlistas e os bens da igreja e do município foram afetadas pelas desamortizações de Mendizábal e de Madoz [es]. A cidade experimentou uma decadência crescente, em parte motivada pela competição com Cidade Real, a capital provincial, mas desenvolveu-se uma indústria artesanal de blonda [es] (um tecido de renda de bilros em seda) que se tornou famosa. Na mesma época também ganhou fama uma especialidade gastronómica temperado de forma especial, a beringela de Almagro [es]. Em 1845 foi construída uma nova praça de touros, com materiais da torre da antiga igreja de São Bartoloneu, demolida nesse ano, onde o toureiro Cagancho [es] deu a sua famosa espantada em 1927. A praça ardeu em 1932, após os toureiros se terem negado a tourear na tarde de 25 de agosto, o que causou a cólera do público que a incendiou. O telégrafo chegou a Almagro em 1858, o caminho de ferro em 1860 e a eletricidade em 1897. Em 1863 foi construído um quartel de cavalaria, em 1864 um casino e um teatro. Em 1886 as muralhas foram demolidas, mantendo-se as portas da cidade, as quais foram derrubadas na década de 1930.
Durante a década de 1950 foi descoberto e restaurado o  curral de comédias e a sede do ayuntamiento de o conjunto da Plaza Mayor foram reformados. Em 1972 Almagro foi declarada Conjunto Histórico-Artístico. Nessa época foram restaurados e reabilitados vários edifícios, não apenas palácios e igrejas, mas também casas modestas e ermidas, e foi criado o Museu Nacional do Teatro, o qual inicialmente esteve alojado naquilo que foram hortas e adegas das Casas Maestrales e em 2004 foi instalado num edifício construído para o alojar. A cidade tornou-se uma referência para o teatro e cultura da região, onde se realiza um Festival Internacional de Teatro Clássico [es] e outras atividades culturais e turísticas.

## Economia

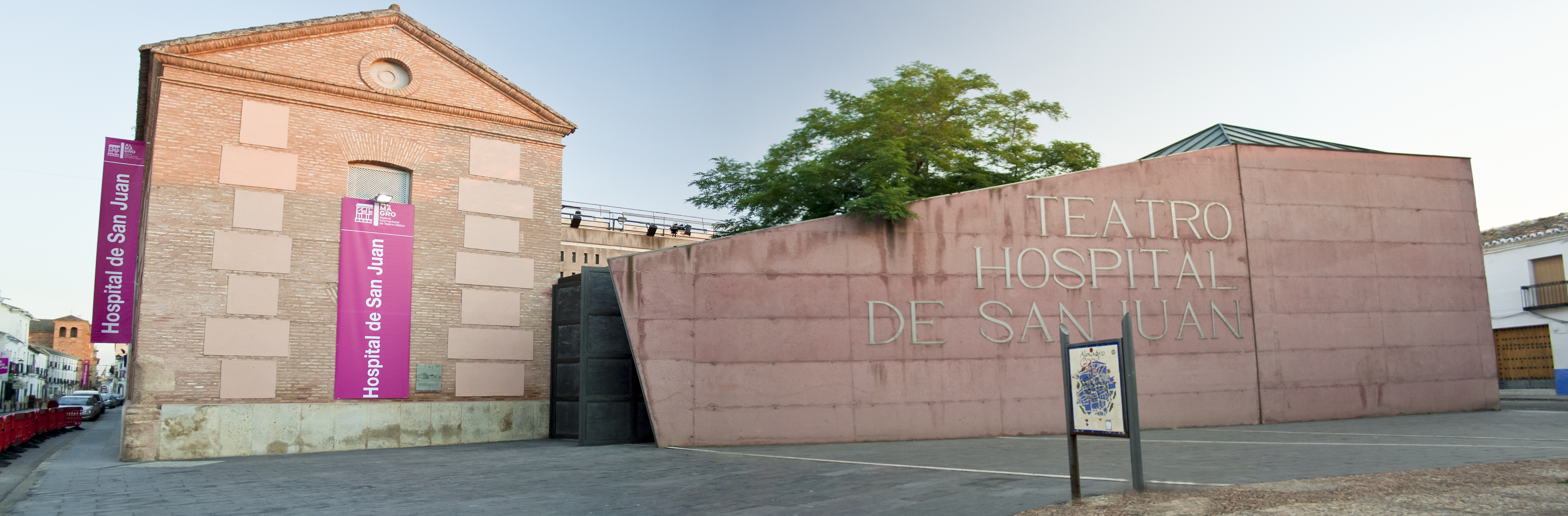
Teatro Adolfo Marsillach (antigo Hospital de São João de Deus)

A principal atividade económica do município é o turismo, que tem o seu pico durante o Festival de Teatro Clássico, que se realiza anualmente desde 1978. No setor primário destacam-se sobretudo as culturas  agrícolas de cereais, vinha, oliveira e amendoeira, explorações pecuárias de ovinos e bovinos, pedreiras de basalto e minas de manganés e gesso. No setor secundário, a blonda [es], um tecido de renda de bilros em seda de Almagro, tem gande fama e há também alguma indústria de madeira e de construção. Outro produto tradicional local famoso[carece de fontes?] é a beringela de Almagro [es], que é protegido por uma denominação de origem.

## Património arquitetónico

### Arquitetura civil
- Plaza Mayor [es] — É uma praça famosa, que originalmente foi uma praça de armas e posteriormente um campo de feiras. Inspirada nas praças flamengas, tem planta regular irregular e é ladeada por edifícios de dois andares.

- Curral de Comédias — Situado na Plaza Mayor, é um teatro do século XVII, o único do seu género integralmente conservado. Foi redescoberto e restaurado na década de 1950 e foi declarado Monumento Nacional em 1955. Mantém a sua estrutura original, dos teatros do Século de Ouro Espanhol, devido provavelmente a ter servido como mesón (restaurante). Trata-se de um pátio retangular com cerca de 300 m² rodeado por pilares de madeira pintados de almagre (vermelho), que se apoiam em bases de pedra para serem protegidos da humidade. Tem dois andares de balcões em três dos lados, que t~em ganchos para segurar uma tela de cobertura (o pátio não tem teto) e as velas ou candeeiros de azeite. No pátio há um poço onde deve ter-se situado a alojería, onde se vendiam refrescos aos espectadores. O espaço continua a ser utilizado para representações teatrais, nomeadamente durante o Festival de Teatro Clássico. Tem lotação para cerca de 300 pessoas.

- Casas solarengas — A cidade tem numerosas casas solarengas da nobreza bem conservadas, muitas delas com majestosos portais. Alguns exemplos são, na Plaza Mayor, a Casa do Mayorazgo dos Molina e a Casa dos Rosales; na Rua de las Nieves a Casa dos Wessel (funcionários dos Fugger) e a Casa dos Xedler (a qual foi transladada da sua localização original na Rua Franciscas no pós-guerra) , ambas do século XVI, a Casa do Prior e a Casa do Capelão das Bernardas.

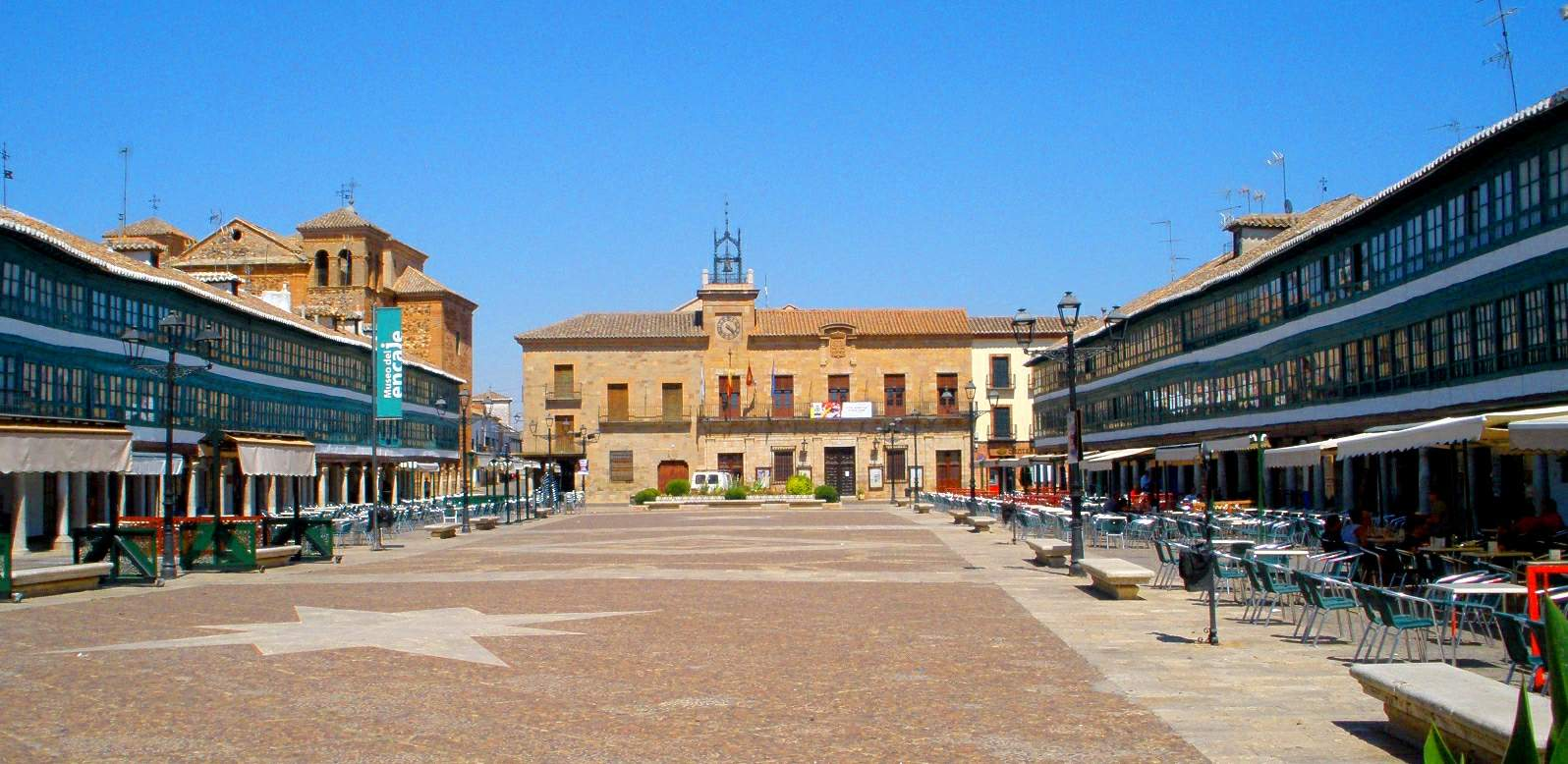
Plaza Mayor
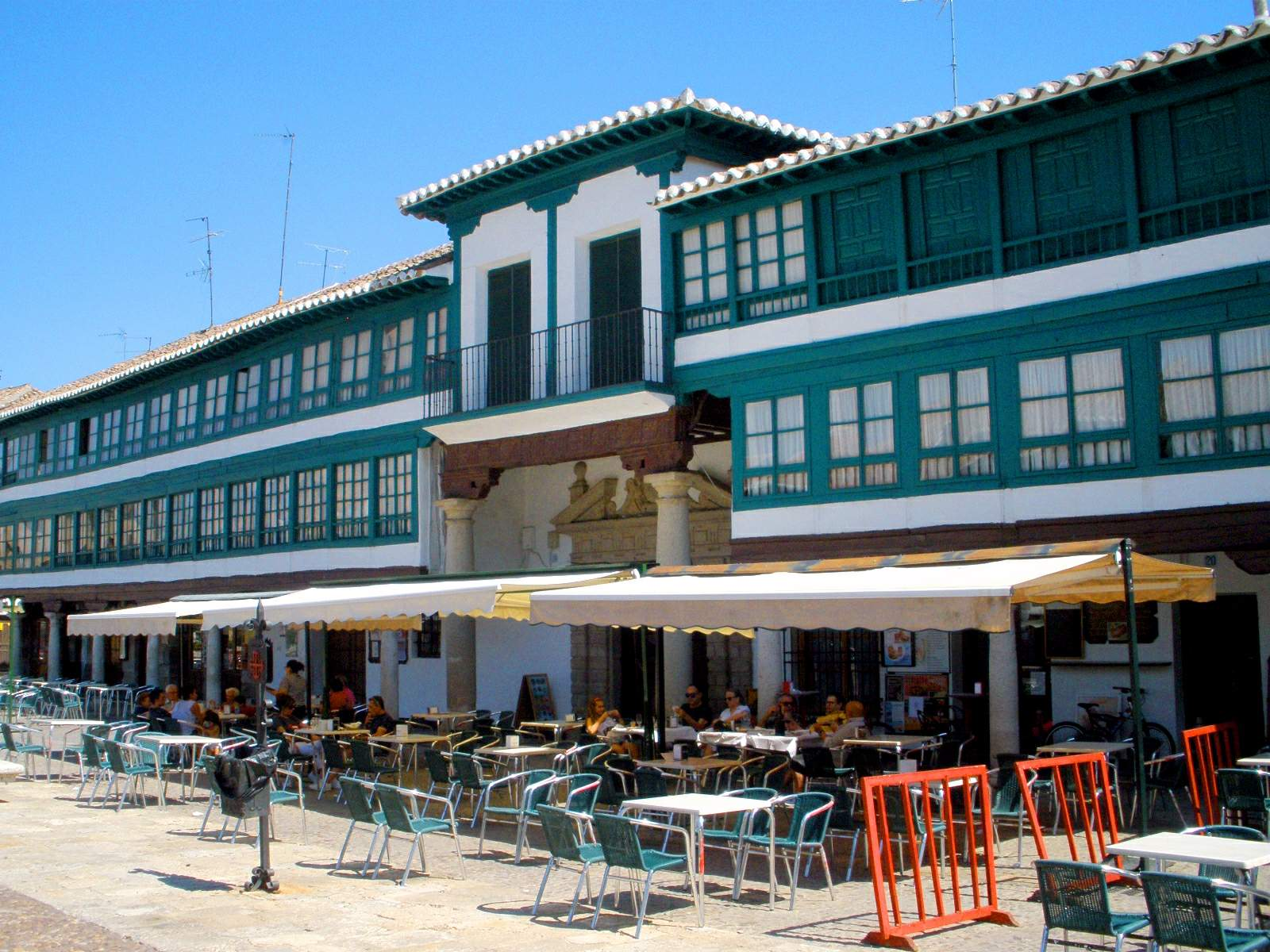
Entrada do Curral de Comédias, na Plaza Mayor
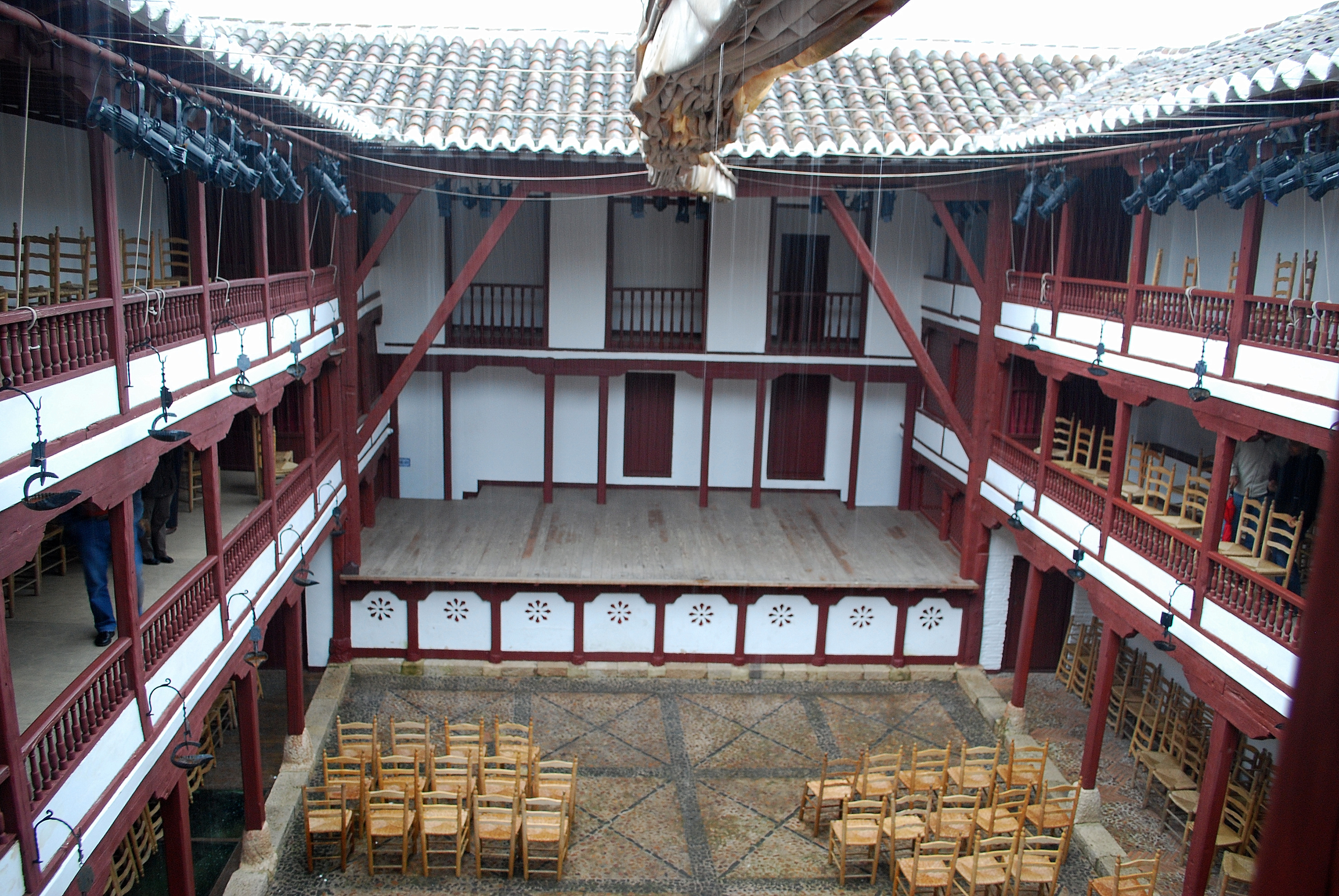
Curral de Comédias
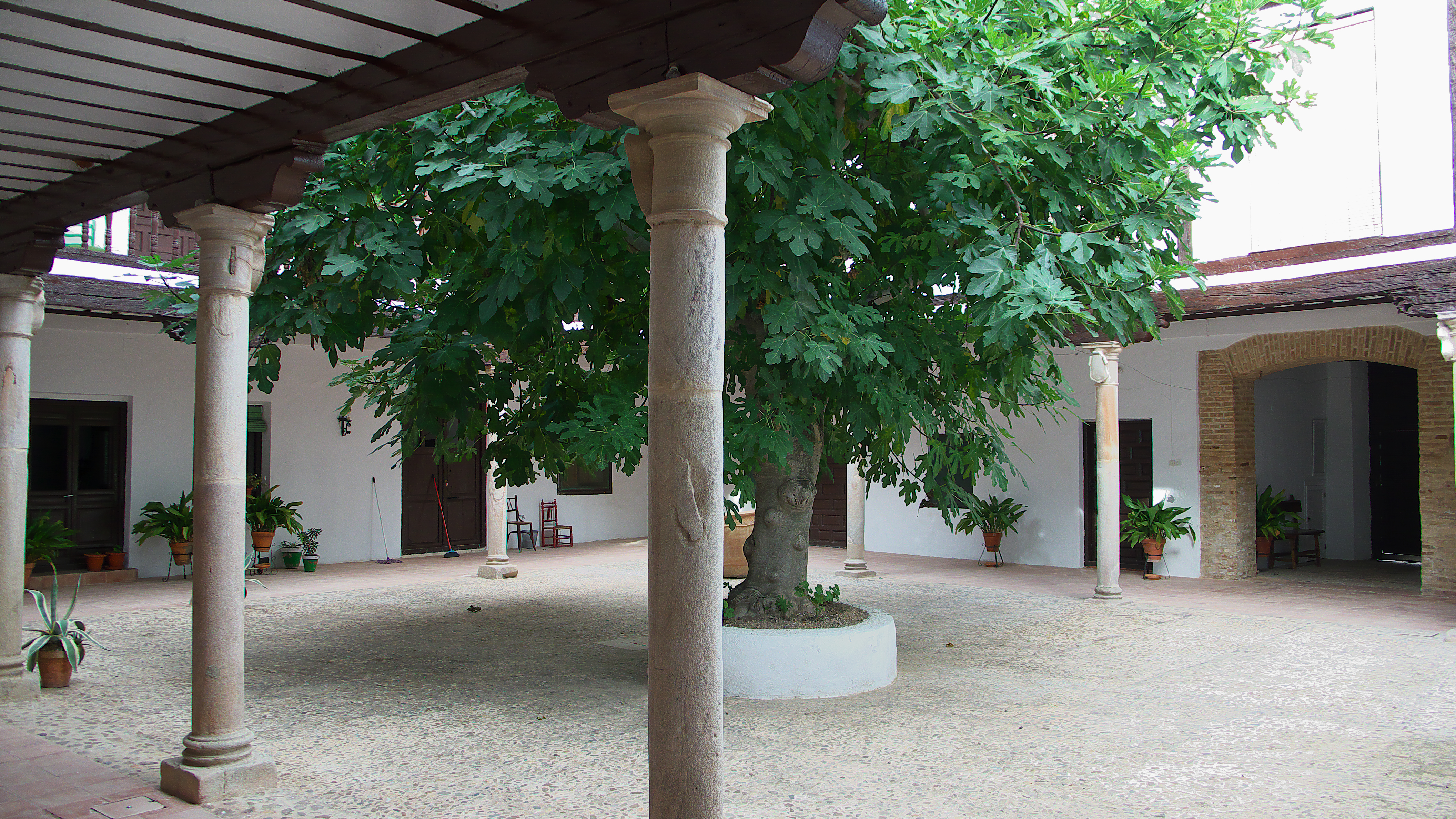
Casa dos Wessel

#### Palácios
Existem vários palácios que atestam a importância que teve Almagro no passado.
- Palácio dos Marqueses de Torremejía — Situado na Praça de São Domingos, foi construído no século XVI pela família Oviedo e refomado no século XVII por Gaspar Mexia e Catalina de Oviedo. Atualmente é a escola-residência das Madres Dominicanas. É um edifício de dois andares construído em paramento toledano [d] caiado de branco, que se dispõem em volta de um pátio central que originalmente era porticado. No corpo principal encontra-se o portal de arenito e calcário que apresenta dois corpos claramente diferenciados enquadrados entre colunas; as do corpo inferior são de estilo jónico. O portal é rematado por um escudo heráldico encimado por uma águia e uma cruz de Santiago.

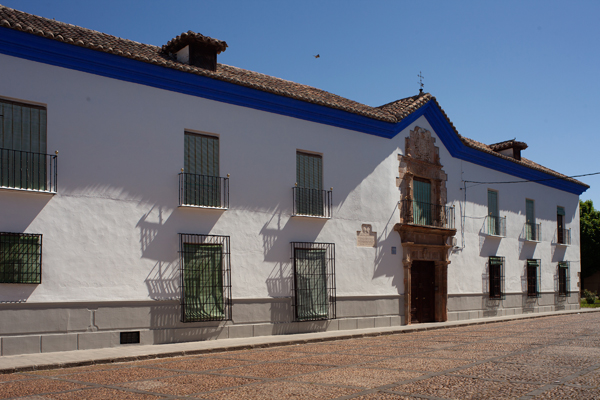
Palácio dos Marqueses de Torremejía

- Palácio dos Condes de Valdeparaíso — Atualmente propriedade da Deputação Provincial de Cidade Real, no passado pertenceu a Juan de Gaona y Abad, o primeiro conde de Valdeparaíso [es] desde 1705, título concedido pelo rei Filipe V quando Juan casou com Aldonza Portocarrero y Félix de Aranda. O filho Juan Francisco de Gaona y Portocarrero [es], foi Ministro das Finanças de Filipe VI e governador do Conselho da Fazenda entre julho de 1754 e dezembro 1759, data em que passou a ser embaixador na Polónia. O edifício tem dois andares, é construído em paramento toledano e organiza-se em volta de um pátio porticado com grandes colunas toscanas e bases talhados com motivos vegetais. É flanqueado por dois torreões, num dos quais se situa a capela coberta por uma cúpula com decorações em estuque e escudos nos pendículos. O portal é centrado, de estilo barroco e é ladeado por duas pilastras dóricas rodeadas por abundante decoração vegetalista. Na parte superior do corpo há uma varanda, flanqueada pelos escudos da família e dois jarrões. Os escudos são sustentados por putti e encimados pela coroa do condado, sobre a qual há querubins. O conjunto é rematado por uma grande moldura quebrada sob uma concha de vieira e tem uma invocação à Sagrada Família. O palácio já existia antes, mas foi remodelado em finais do século XVIII por Juan Francisco Ruiz de Gaona y Portocarrero.

- Palácio dos Medrano — Situado na Rua de Santo Agostinho, foi construído no século XVI Jerónimo de Ávila. É um edifício de alvenaria com três andares, distribuído em volta de um pátio central, com dois torreões no corpo principal. Parte do edifício foi perdido antes da última reabilitação, durante a qual também desapareceram os elemento arquitetónicos e decorativos que o definiam como renascentista. Num dos torreões conservam-se alguns artesoados em grandes vigas e suportes de madeira ricamente lavradas com os escudos dos proprietários.

- Palácio dos Oviedo — Foi construído pela família Oviedo no século XVI e dele só se conserva o corpo principal, no qual se encontra o vestíbulo coberto por um artesoado, o qual dá acesso ao que resta de uma das galerias do pátio, a qual é sustentada por colunas. Foi construído em paramento toledano e conserva o portal em arenito, emoldurado por duas colunas sobre as quais há um lintel decorado com grotescos, sobre o qual há uma varanda flanqueada por duas esculturas com vieiras por cima.

- Palácio dos Fúcares — Foi erigido no século XVI pelos Fugger (em castelhano: Fúcares) para administrar e armazenar o mercúrio proveniente das minas de Almadén e o cereal proveniente das rendas dos Maestrazgos. A fachada é de tijolo e alvenaria e o edifício organiza-se em volta de um pátio central de estilo renascentista e duas galerias com arcos de tijolo sustentadas por colunas de calcário, em redor das quais se encontram as várias dependências. O primeiro andar do pátio é constituída por arcos de meio ponto sustentados por colunas; o andar superior tem arcos abatidos de três pontos. Numa das extremidades do pátio há um poço. O vestíbulo e a escadaria, de tipo conventual, têm decoração em estuque, baseada num cordão de ovos e dardos e ondas marinhas, tipicamente renascentista e influenciada pelo Palácio do Marquês de Santa Cruz da vizinha Viso del Marqués. O pátio era originalmente estucado, como o vestíbulo e a escadaria, mas quando o palácio foi adquirido pelo ayuntamiento, optou-se por deixar o tijolo à vista. Após os Fugger terem abandonado Almagro, em finais do século XVIII, o edifício teve diversos usos, tendo sido adquirido pelo ayuntamiento em 1984, tendo sido restaurado depois. Atualmente aloja a Universidade Popular de Almagro e um dos espaços cénicos do Festival de Teatro Clássico.

- Palácio dos Villarreal-Robles ou do Marquês das Hormazas — Construído no século XVI, tem dois andares e distribui-se em redor de um pátio interior. O portal é emoldurado por pilastras afundadas e semicolunas jónicas; no centro do lintel encontra-se o escudo da família, entre rosetas, e sobre este há dois leões que flanqueiam o conjunto.

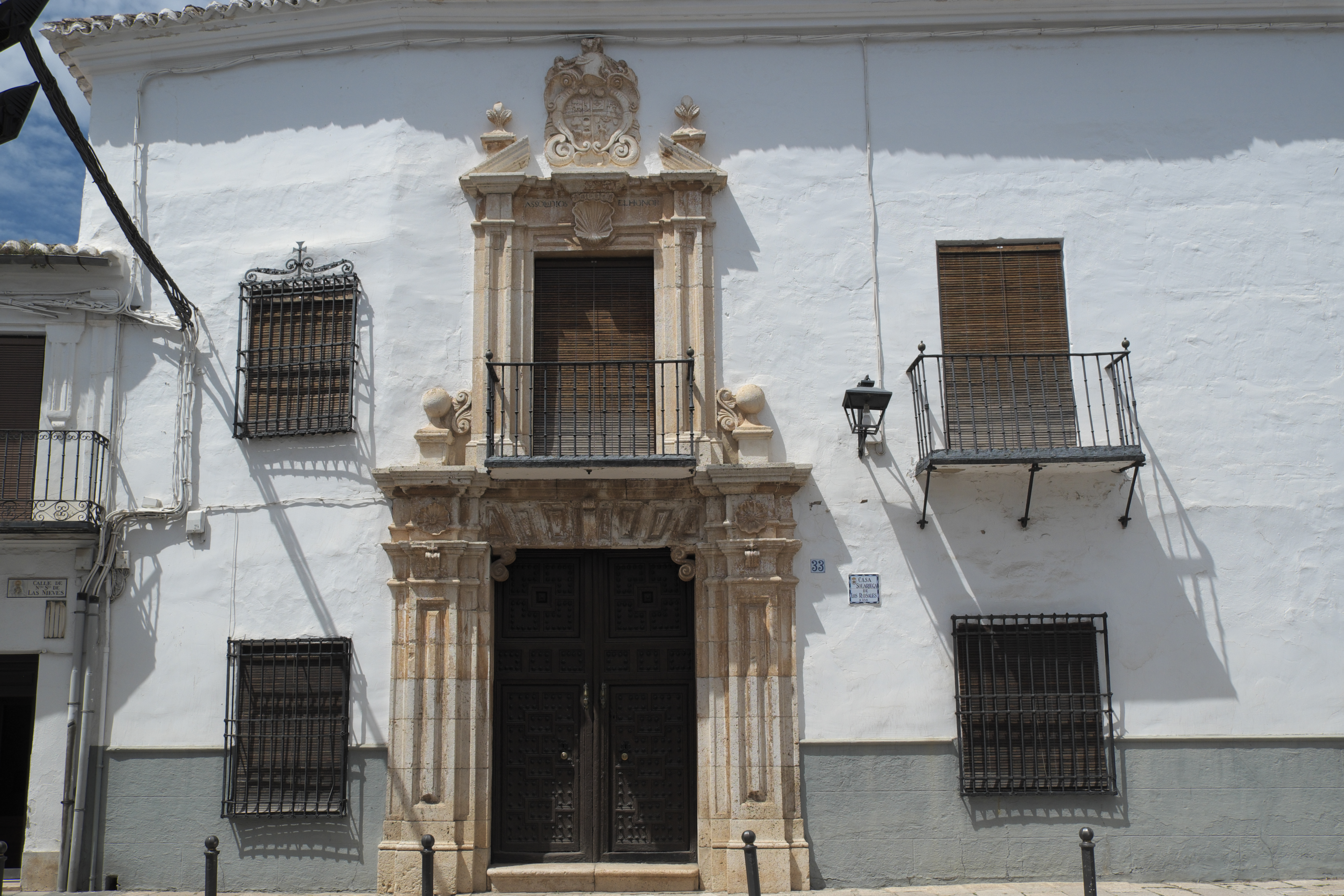
Casa solaarenga dos Medrales
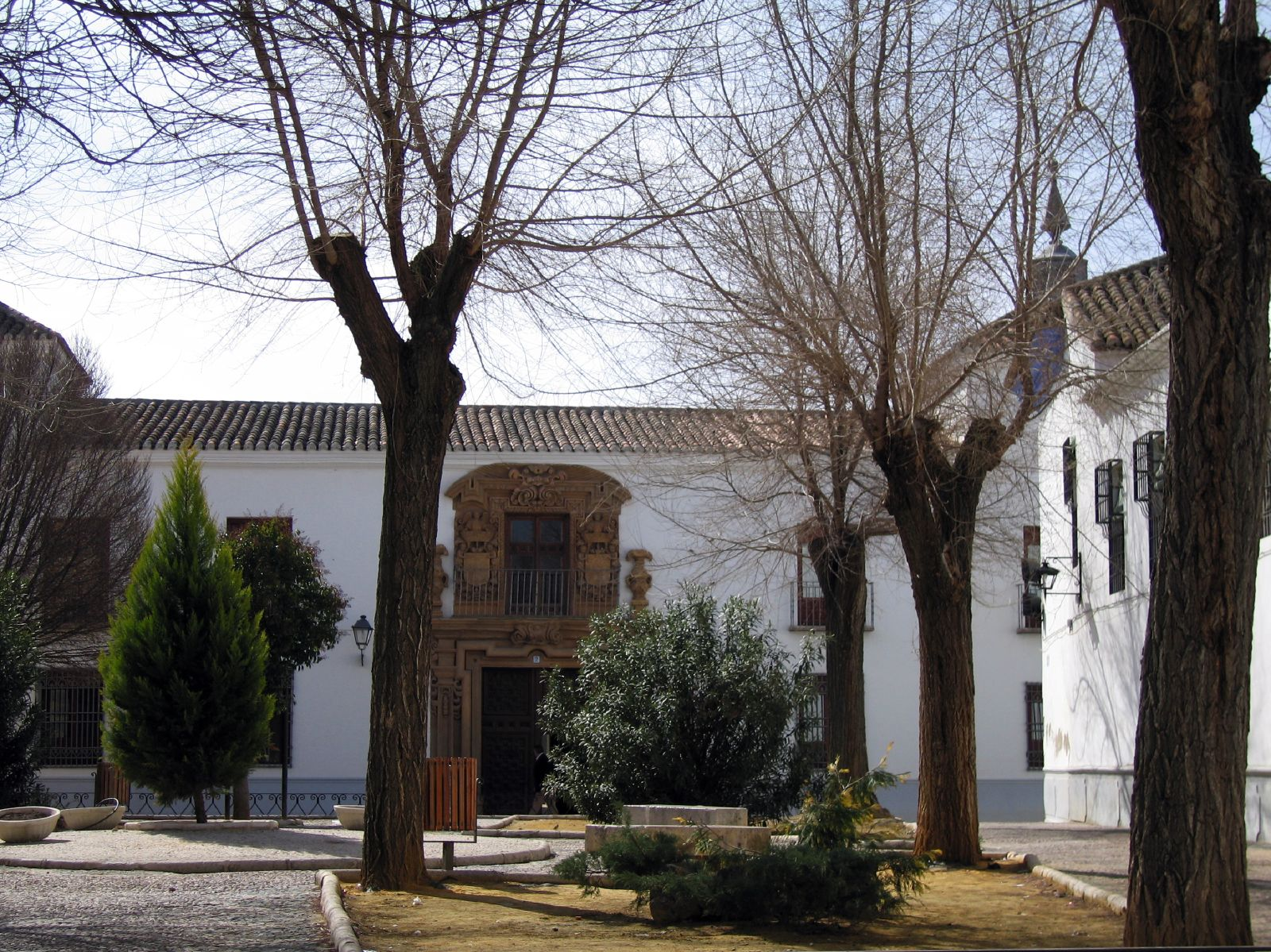
Palácio dos Condes de Valdeparaíso
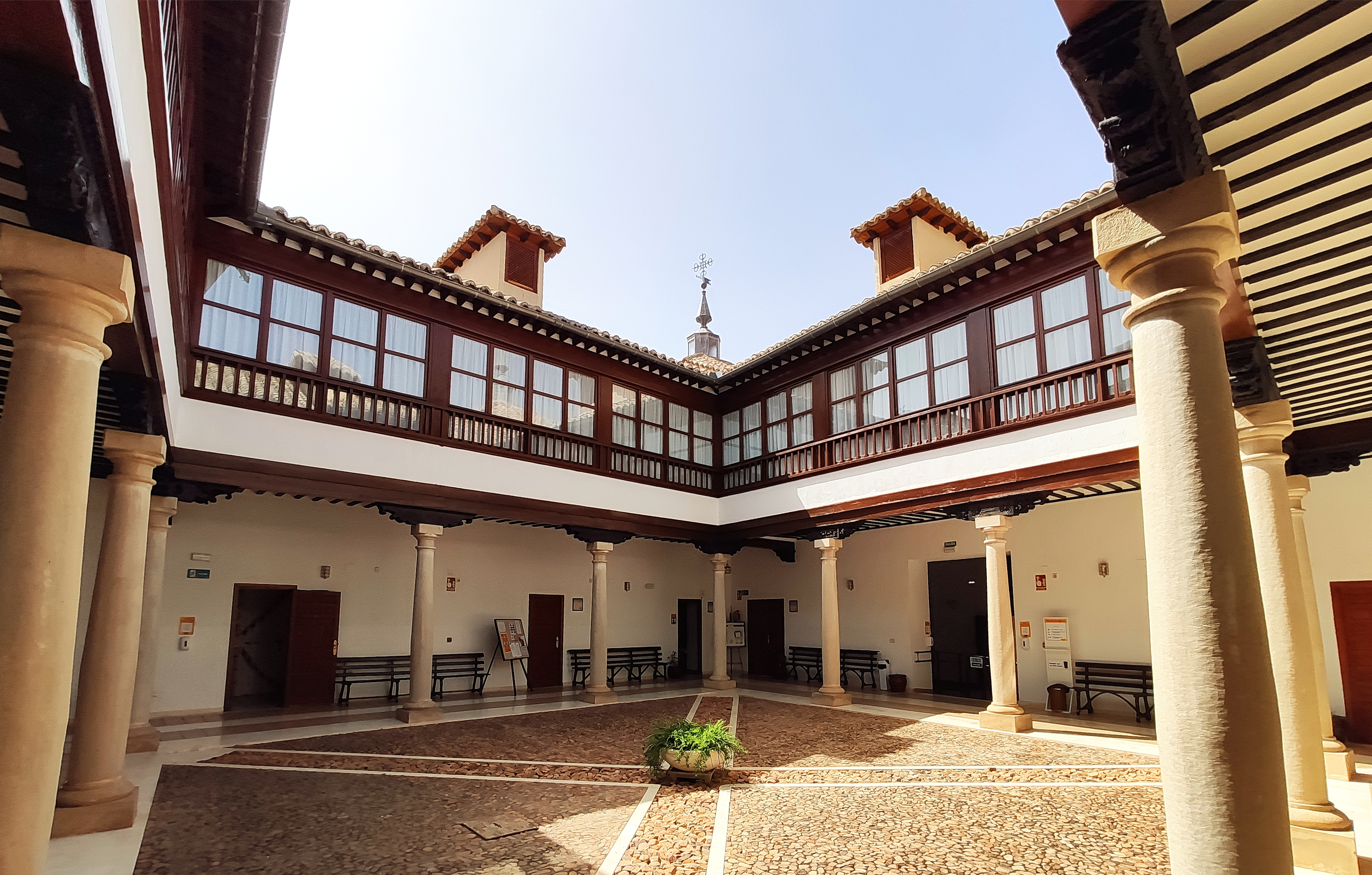
Pátio do Palácio dos Condes de Valdeparaíso
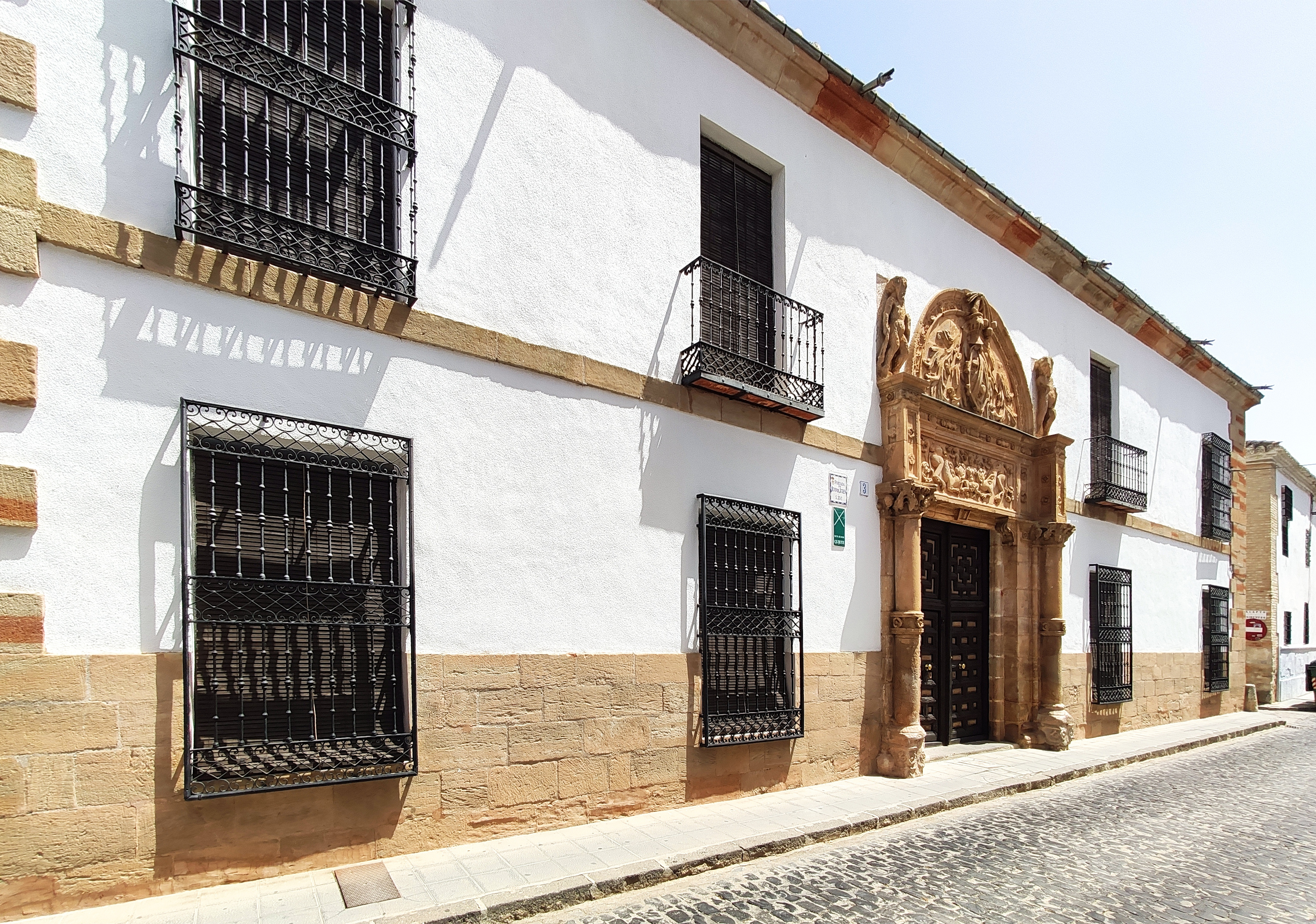
Palácio dos Fúcares

#### Espaços usados durante o Festival de Teatro Clássico de Almagro
O Festival de Teatro Clássico de Almagro [es] é um festival internacional que se realiza anualmente deste 1978, que motivou a reabilitação de vários espaços dramáticos alternativos ao famoso Curral de Comédias, dos quais se podem destacar os seguintes:

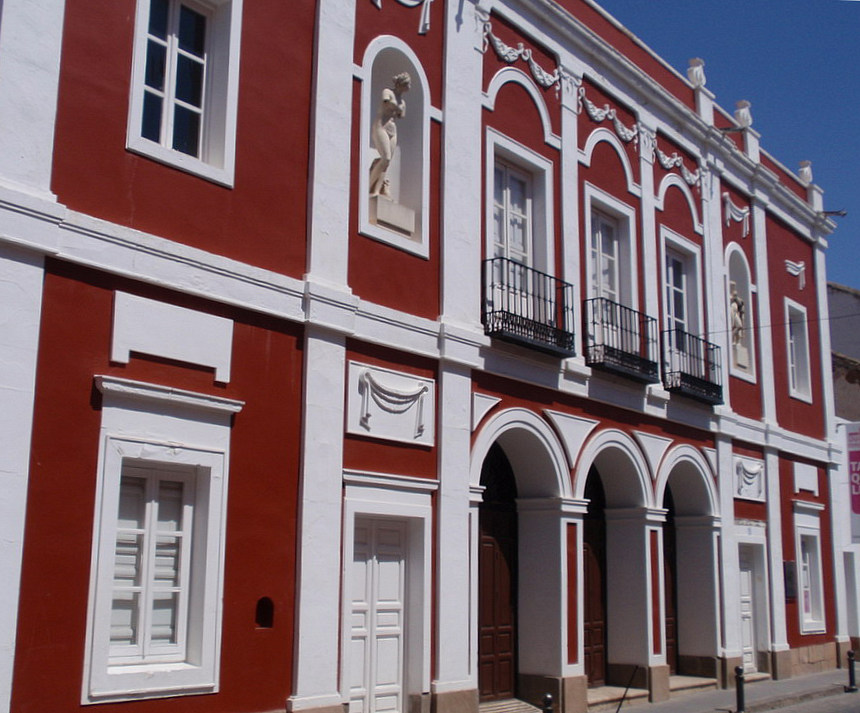
Teatro Municipal

- Teatro Municipal — Foi construído em 1863, tendo sido projetado pelo arquiteto Cirilo Vara y Soria, que traduziu na sua fisionomia e ornamentação os valores da burguesia oitocentista. É de estilo neoclássico, com um corpo principal com duas alturas, que dá acesso à sala de espetáculos propriamente dita, a qual é de forma elíptica para ter melhor acústica e tem três alturas (plateias e balcões), e ao palco, atrás do qual se encontram os camarins, e se abre para a plateia com um portal decorado com pilastras de madeira e um grande arco abatido com pinturas. As pinturas do teto não são as originais, as quais foram substituídas durante a restauração dirigida pelo arquiteto Miguel Fisac em 1988. Tem lotação para 530 pessoas. A fachada, embora muito modificada, ainda é de estilo neoclássico e está pintada de vermelho e branco; tem três arcos de meio ponto ladeados por duas portas de serviço e duas janelas; acima destas há três varandas flanqueadas por dois nichos e outras duas janelas.

- Teatro Adolfo Marsillach (antigo Hospital de São João de Deus) — É um moderno espaço cénico ao ar livre, recentemente construído, onde podem ser representadas a obras com mais exigências técnicas. É nele que geralmente atual a Companhia Nacional de Teatro Clássico [es]. Ocupa o espaço dum antigo edifício do século XVII, do qual se conservam a nave da igreja e a enfermaria, que foi reabilitado para servir como teatro. O edifício albergava também um convento, além do hospital, que passou por obras nos séculos XVII e XVIII. Na sequência da desamortização Mendizábal, na segunda metade da década de 1830, o convento foi encerrado e o hospital foi transformado em adegas de vinho. No antigo hospital, a enfermaria e a igreja ocupavam um grande salão, a fim de que os enfermos pudessem assistir aos ofícios religiosos das suas camas. O exterior é uma grande fachada em tijolo e taipa, na qual há uma simples porta com lintel. A fachada do presbitério da igreja tem características similares às das igrejas carmelitas. No interior o que mais se destaca é a igreja, formada por dois tramos e um presbitério quadrado que é coberto por uma abóbada de berço com arcos transversais e lunetas. A capela-mor, com abóbada de aresta, tinha um retábulo-mor e dois colaterias decorados com pinturas murais populares. O hospital tinha uma nave diáfana coberta por uma abóbada, onde se estavam os leitos, os lugares dos frades e outras dependências.

Outros espaços usados para representação teatral são a antiga universidade [es], o pátio do Museu Nacional do Teatro, a área da Ermida de São João e a Igreja de São Brás.

### Arquitectura religiosa

#### Convento da Assunção de Calatrava

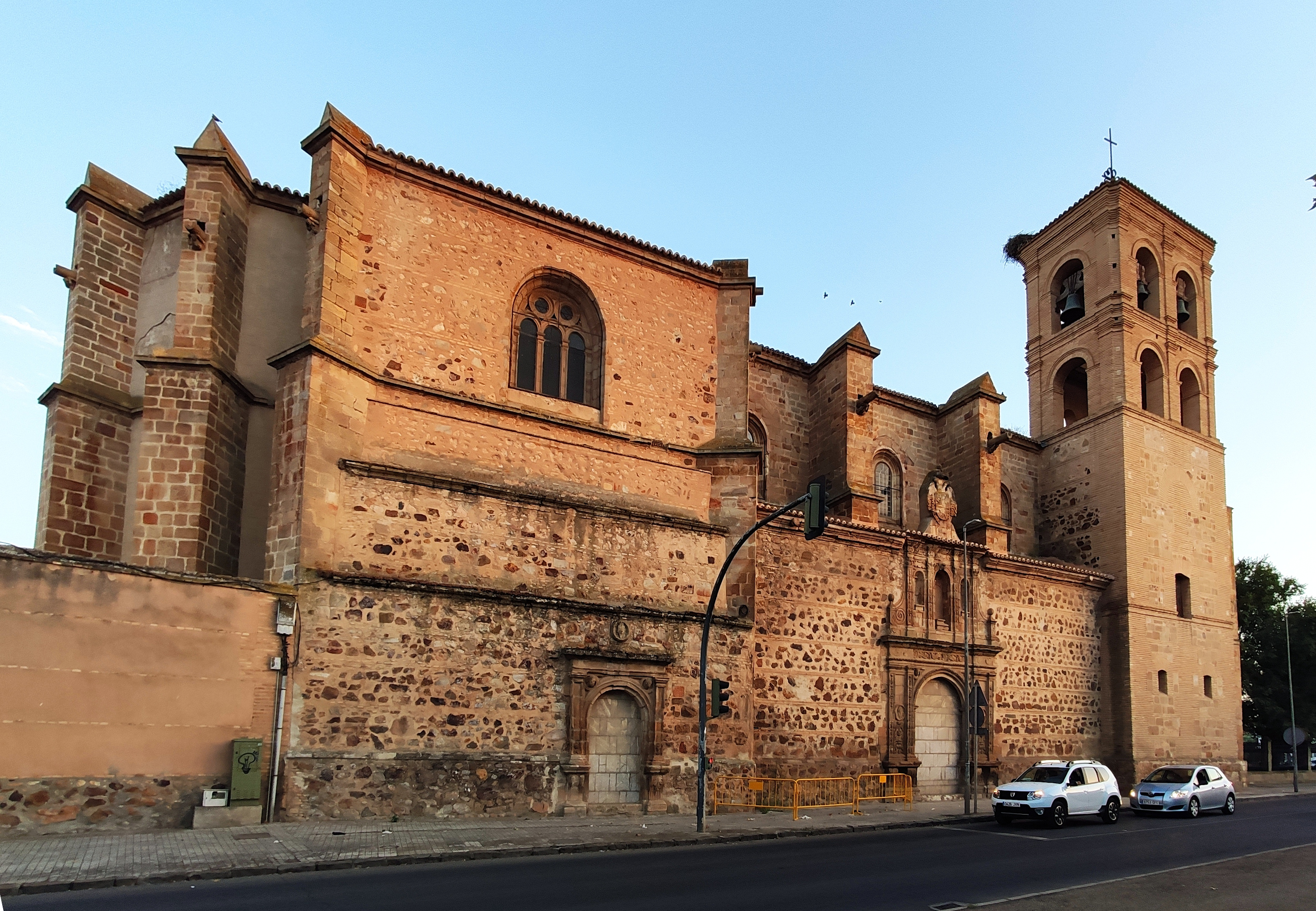
Convento da Assunção de Calatrava

A sua construção, como hospital, foi iniciada em 1519, a mando do comendador Gutiérrez de Padilla. Depois, c. 1519–  foi convertido num convento feminino da Ordem de Calatrava, sob a advocação de Nossa Senhora da Assunção. Entre 1827 e 1836 foi habitado pelos cavaleiros calatravos, que foram exclaustrados pelas leis de desamortização de Mendizábal. Após ser restaurado, serviu como quartel a partir de 1860, para voltar novamente à posse dos frades dominicanos no final do século XIX. É um dos três conventos situados fora das antigas muralhas da cidade, junto aos conventos de São Domingos e de Santa Catarina.
Desses três conventos, é o que apresenta a arquitetura mais ambiciosa e espetacular. A igreja foi construída antes do resto do edifício, em estilo gótico com alguns elementos renascentistas. Destacam-se pela sua beleza, as nervuras da abóbada e o claustro, o qual por vezes é usado para espetáculos do Festival de Treatro Clássico. O claustro é de planta retangular com galerias com 60 colunas de mármore de Carrara de ordens clássicas (jónica em baixo e toscano em cima). Nas enjuntas estão esculpidas as armas dos Padilla, que alternam com decorações de rosetas. O piso superior é fechado com uma balaustrada de arenito e o pátio tem por sete portas e duas janelas de rica talha plateresca. A escada tem um corrimão de pedra maciça em estilo gótico.

#### Igreja da Madre de Deus
Situa-se no que foi o Hospital de Nossa Senhora de La Mayor, o qual foi construído em áreas compradas pelo município em 1546. É de estilo gótico tardio, com alguns traços renascentista tímidos e é uma igreja-salão com colunas, um modelo muito difundido na Mancha. As naves, todas com a mesma altura, são cobertas por uma abóbada em cruzaria. A imagem da padroeira, Nossa Senhora das Neves, é venerada no altar-mor durante os meses em que a imagem permanece na cidade. A fachada, com grandes contrafortes, tem uma grande roseta de de tijolo, datada de 1602, que lança uma luz intensa sobre o altar. A torre, inacabada e construída no século XVII no lado direito da fachada, é obra de Benito de Soto, arquitecto de Almagro. É a maior igreja de toda a província, superando em tamanho a própria Catedral de Cidade Real.

#### Convento de Nossa Senhora do Rosário (antiga Universidade)
A construção do convento, onde também funcionou uma universidade [es], deve-se a um dos personagens mais influentes do século XVI em Espanha, Fernando Fernández de Córdova y Mendoza [es], chaveiro da Ordem de Calatrava e presidente do Conselho das Ordens [es]. A tipologia da igreja é a usada pelas ordens mendicantes franciscanas e dominicanas durante o século XVI. Tem uma só nave, planta em cruz latina, cruzeiro e abside poligonal, capelas laterais e coro alto. Nas partes laterais da nave há alguns elementos renascentistas, pois têm arcos de meio ponto, mas a influência renascentista é mais notória no silhar do coro, no mausoléu do fundador e no altar-mor.
A universidade foi construída em 1538 e as primeiras aulas das faculdades de teologia, arte e filosofia começaram em outubro de 1574, quando terminaram as obras do colégio-universidade. Seguiram-se as aulas de latim, Sagradas Escrituras e cânones. A universidade foi encerrada e o frades dominicanos foram expulsos em 1835 e a partir daí o conjunto foi-se arruinando.

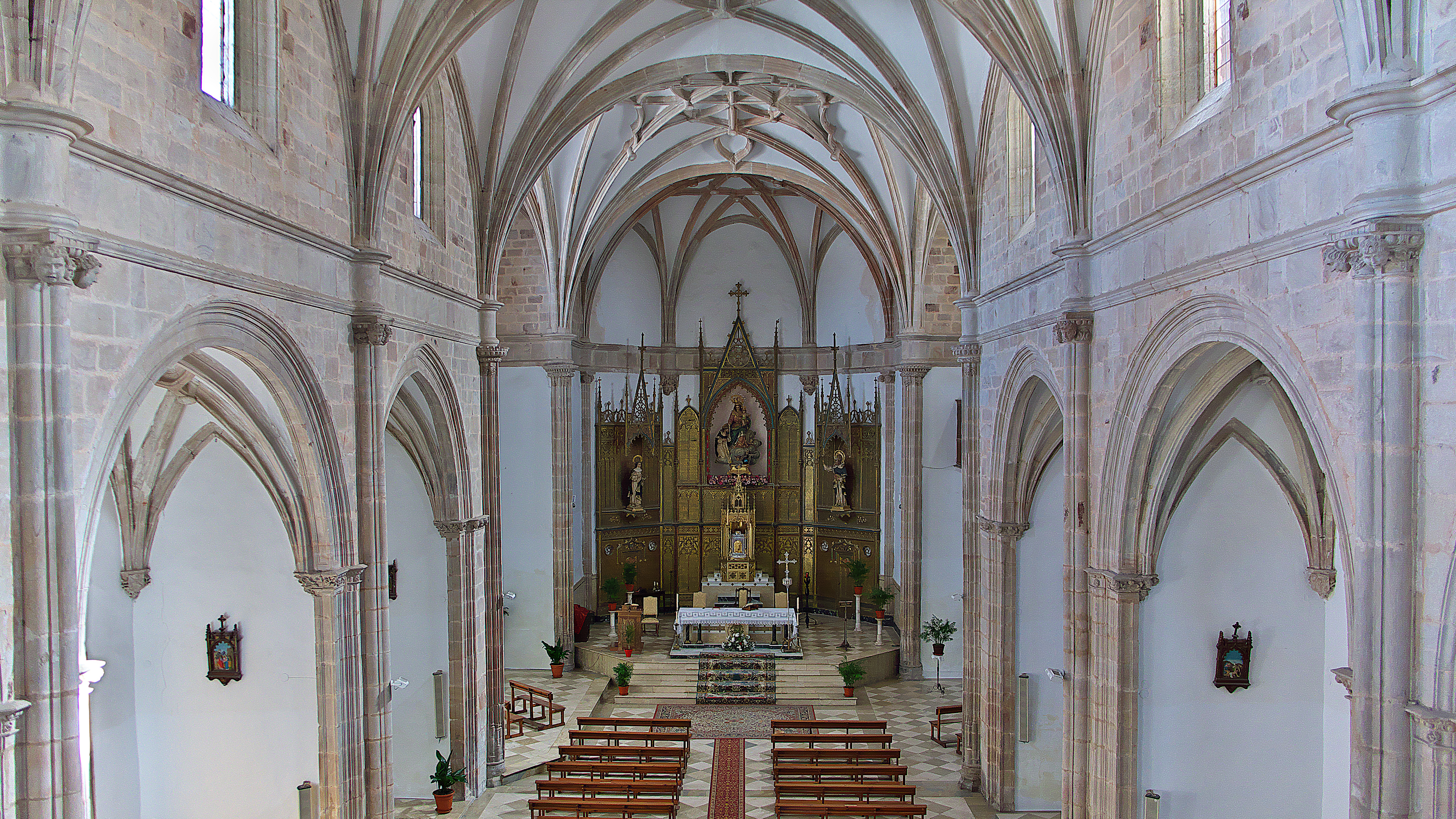
Igreja do Convento da Assunção
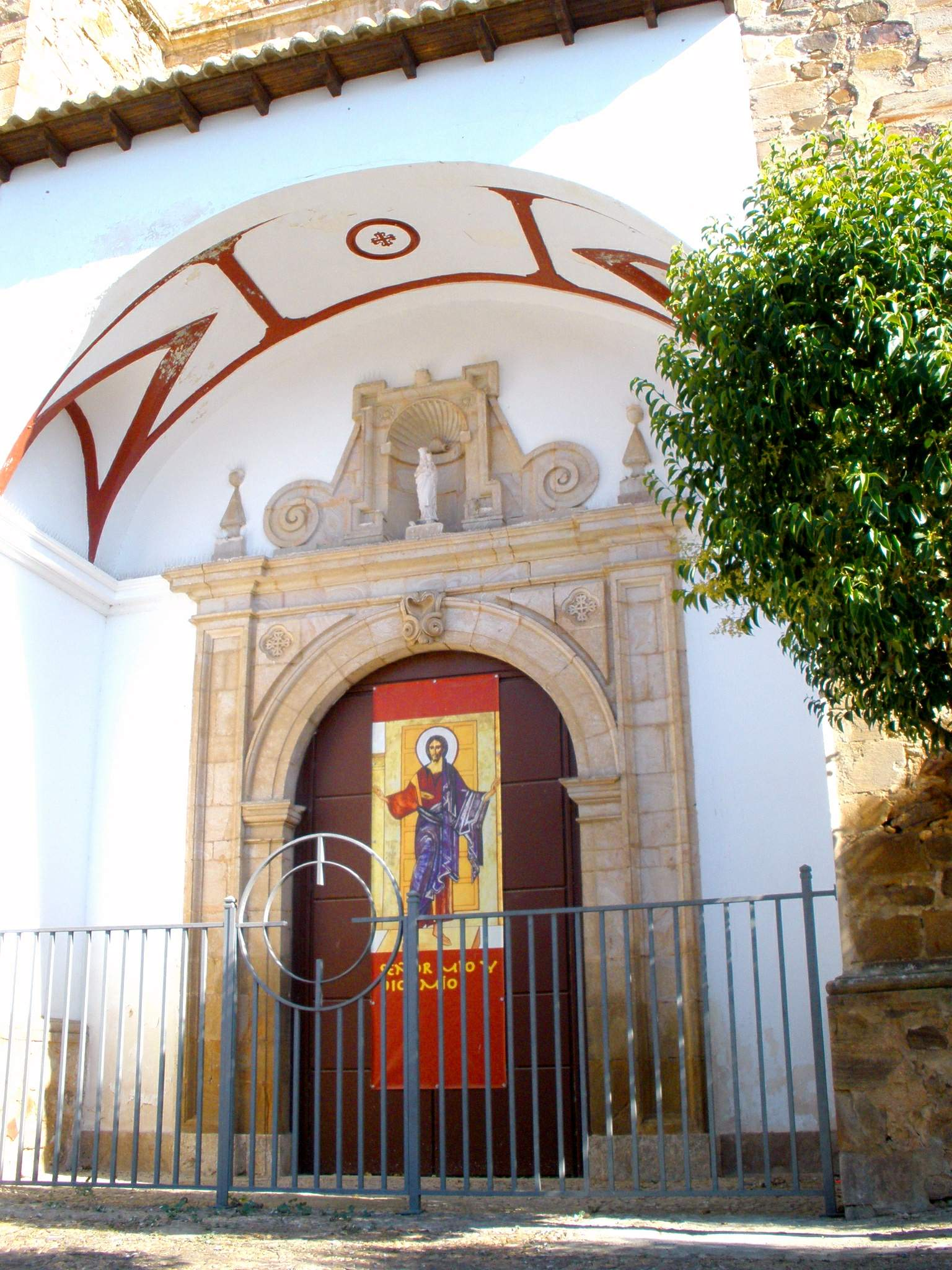
Igreja da Madre de Deus
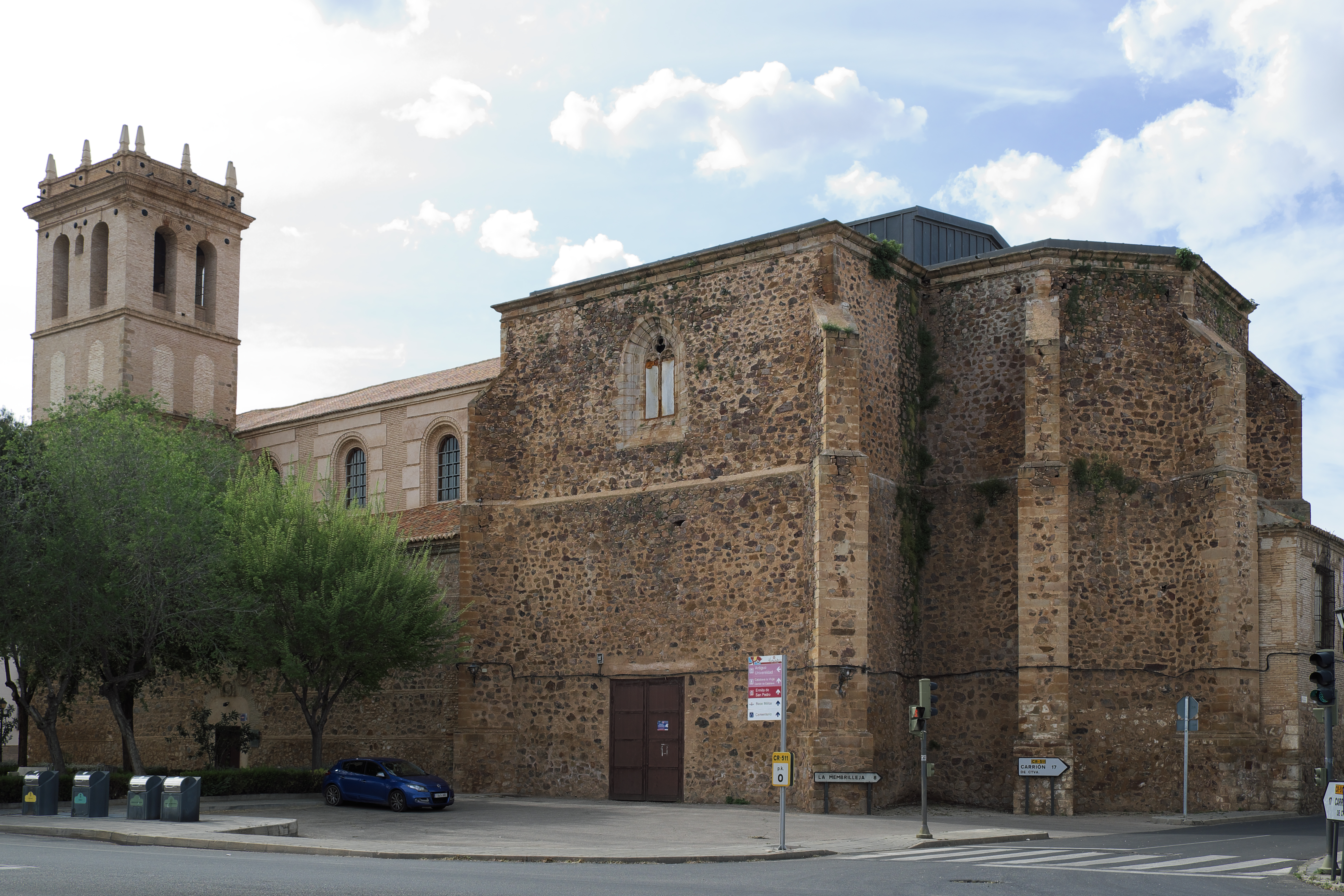
Convento de Nossa Senhora do Rosário (antiga Universidade)
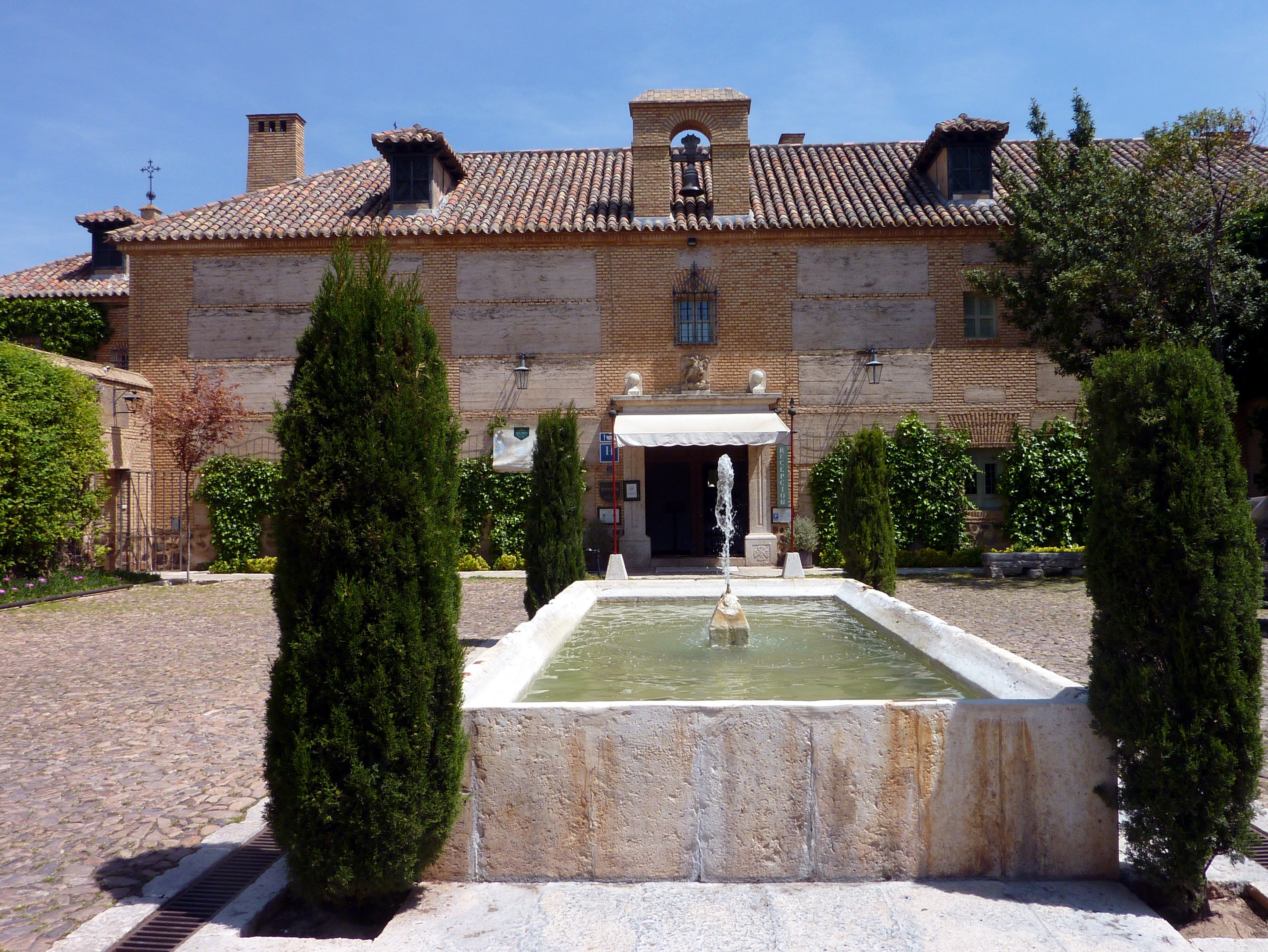
Antigo Convento de Santa Catarina de Siena

#### Convento da Encarnação Dominicana
A igreja, provavelmente concluída em 1597, é formada por uma nave com capelas laterais, coberta por uma abóbada de berço com lunetas, e o cruzeiro é coberto por abóbada de aresta. Destaca-se uma pintura da Anunciação, de Vincenzo CarduccioVicente Carducho no altar-mor e a capela dos Orduña. A fachada é muito austera e o portal foi remtado no século XVIII com um magnífico escudo sustentado por leões rampantes e uma coroa marquesal com os escudos dos condes de Valdeparaíso e dos marqueses de Añavete. Na esquina com a Rua Dominicas existe uma pequena capela que alberga o "Cristo da Saúde", uma imagem do século XVII.

#### Convento de Santa Catarina de Siena
Foi fundado por Jerónimo de Ávila no século XVII, seguindo os desejos finais da sua mulher. Os franciscanos ocuparam-no a partir de 1612 e do conjunto originalmente só resta a igreja (atual ermida de São Francisco), de cruz latina, o claustro — conhecido como o Pátio do Loureiro e onde se diz que ocasionalmente aparecem fantasmas de monges — e algumas dependências. Atualmente é um Parador de Turismo.

#### Convento do Santíssimo Sacramento e Igreja de Santo Agostinho
Este convento agostiniano é um dos monumentos mais importantes e no qual está melhor expressada a cosmovisão barroca regional, conjugando a arquitetura e a pintura. Sofreu estragos durante a desamortização e dele apenas resta a a igreja, a qual tem frescos notáveis no interior.
A igreja foi mandada construir em 1625 pela família Figueroa, mas as obras só começaram no início do século XVIII e terminaram em 1719, apesar do claustro ainda não estar acabado. A igreja tem planta em cruz latina, com uma grande nave central coberta com uma abóbada de berço com lunetas e naves laterais contraídas, que formam capelas na parte inferior e tribunas na parte superior, e que se abrem para a nave principal através de janelas cobertas com gelosias. Na fachada. concebida como um grande retábulo, destacam-se as colunas de ordem colossal e as cenas da vida do santo, que percorrem as paredes do templo. O transepto é coberto por uma cúpula sobre pendículos, a abside tem uma parede frontal plana e o coro alto ocupa um dos tramos e é sustentado por um grande arco abatido. Nas paredes, abóbadas e cúpula há numerosas pinturas em têmpera, que pertencem ao barroco regional e que representam um completo programa iconológico alusivo ao Santíssimo Sacramento, Santo Agostinho e à Virgem. A igreja é uma obra-prima do barroco da província de Cidade Real e é tipologicamente mais próxima do barroco andaluz do que do madrileno.
A igreja já não é usada para culto e é usada pelo Museu Nacional do Teatro como complemento da sua programação habitual. O monumento, classificado como Bem de Interesse Cultural em 1993, foi reabilitado como um espaço de exposição, onde são organizadas exposições durante o Festival de Almagro, se bem que ali também são realizadas algumas representações teatrais.

Igreja de Santo Agostinho
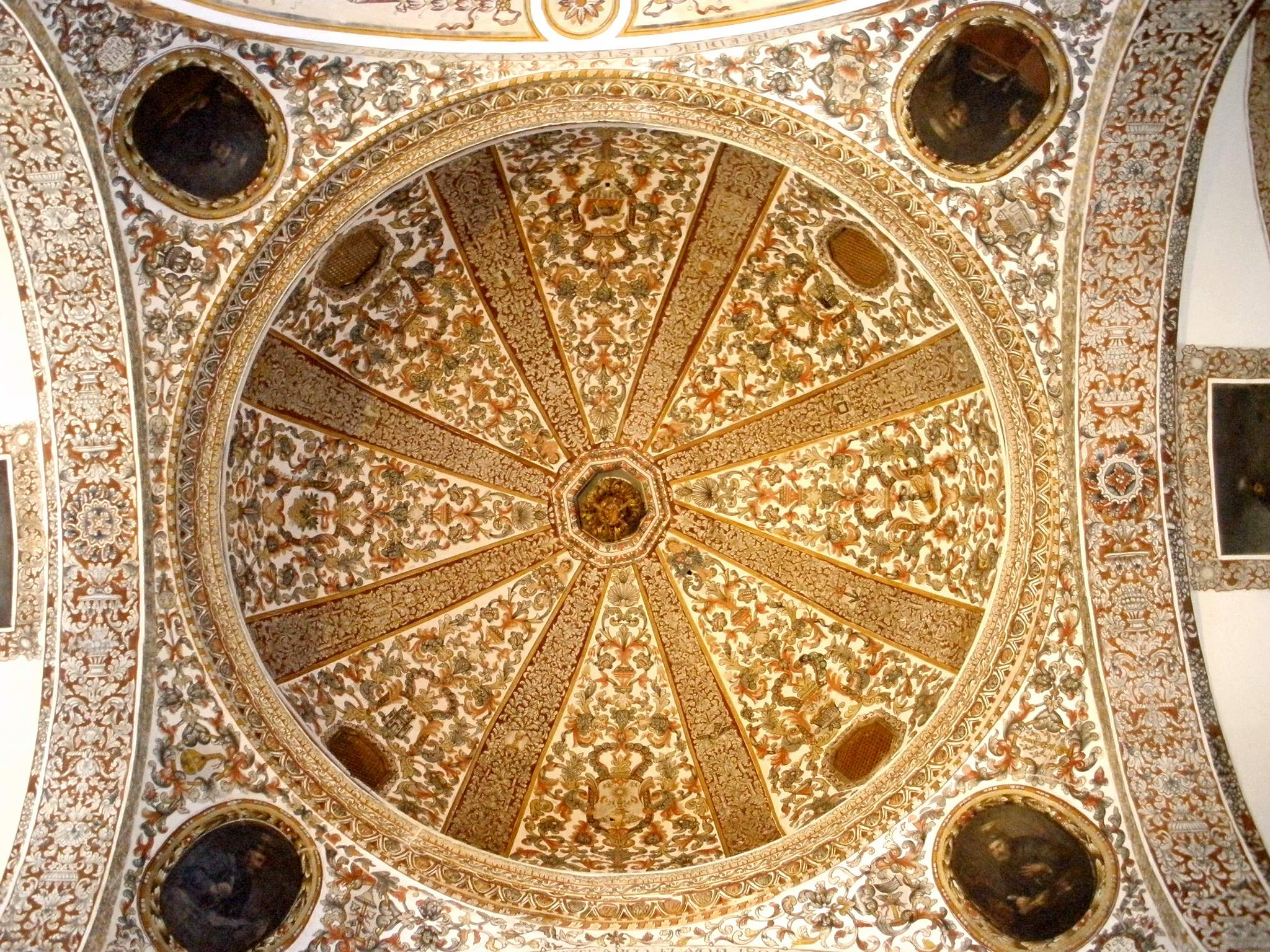
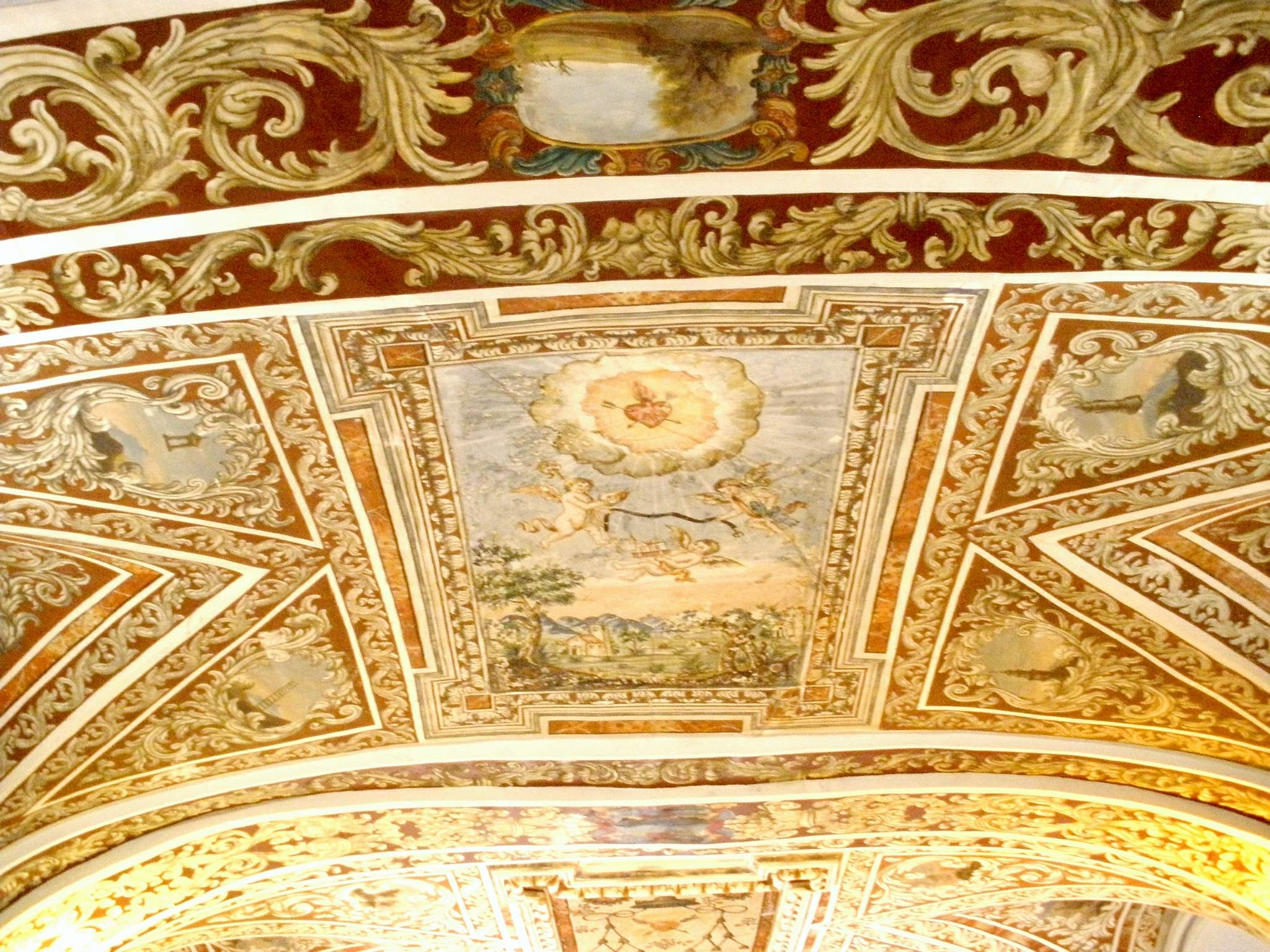
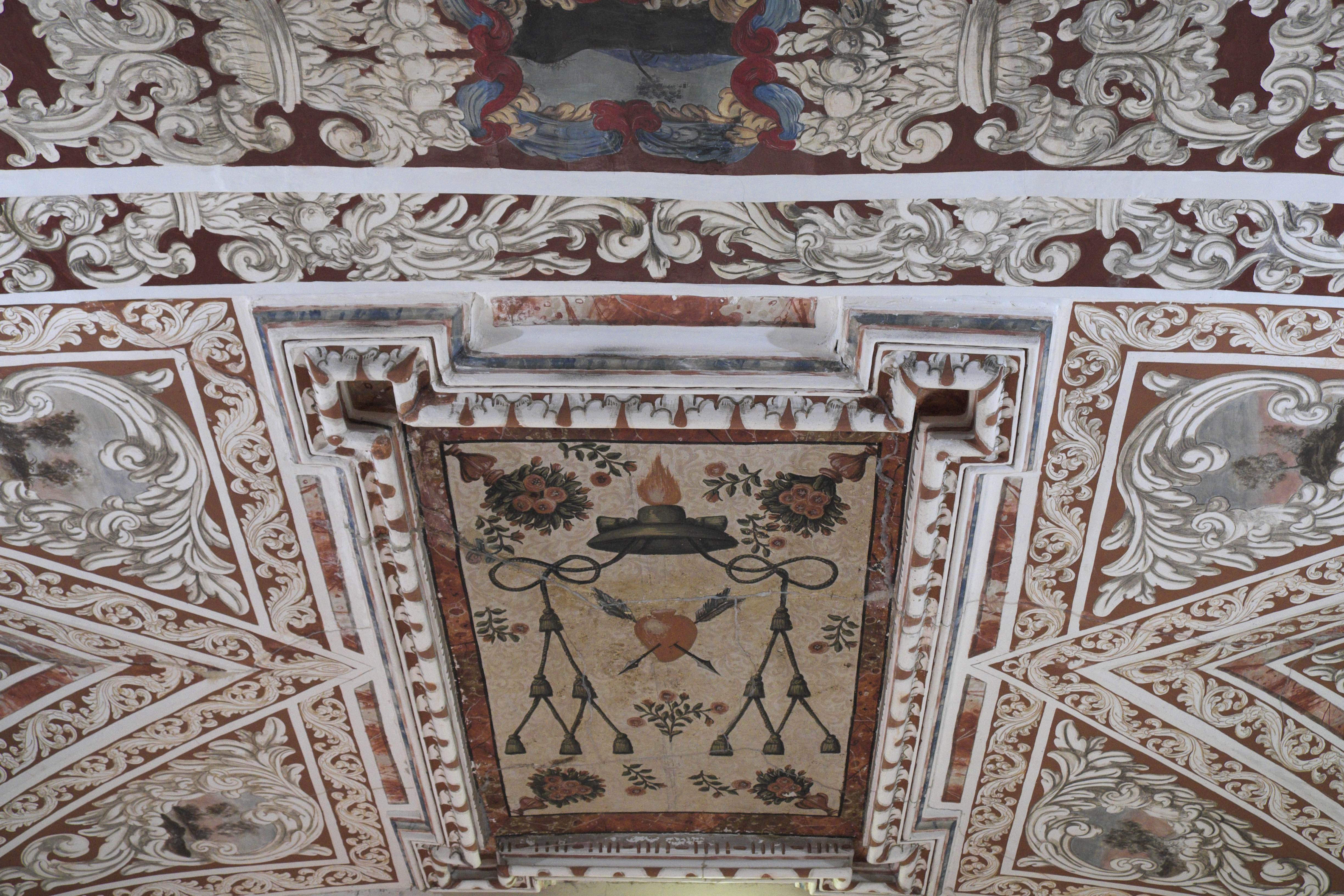
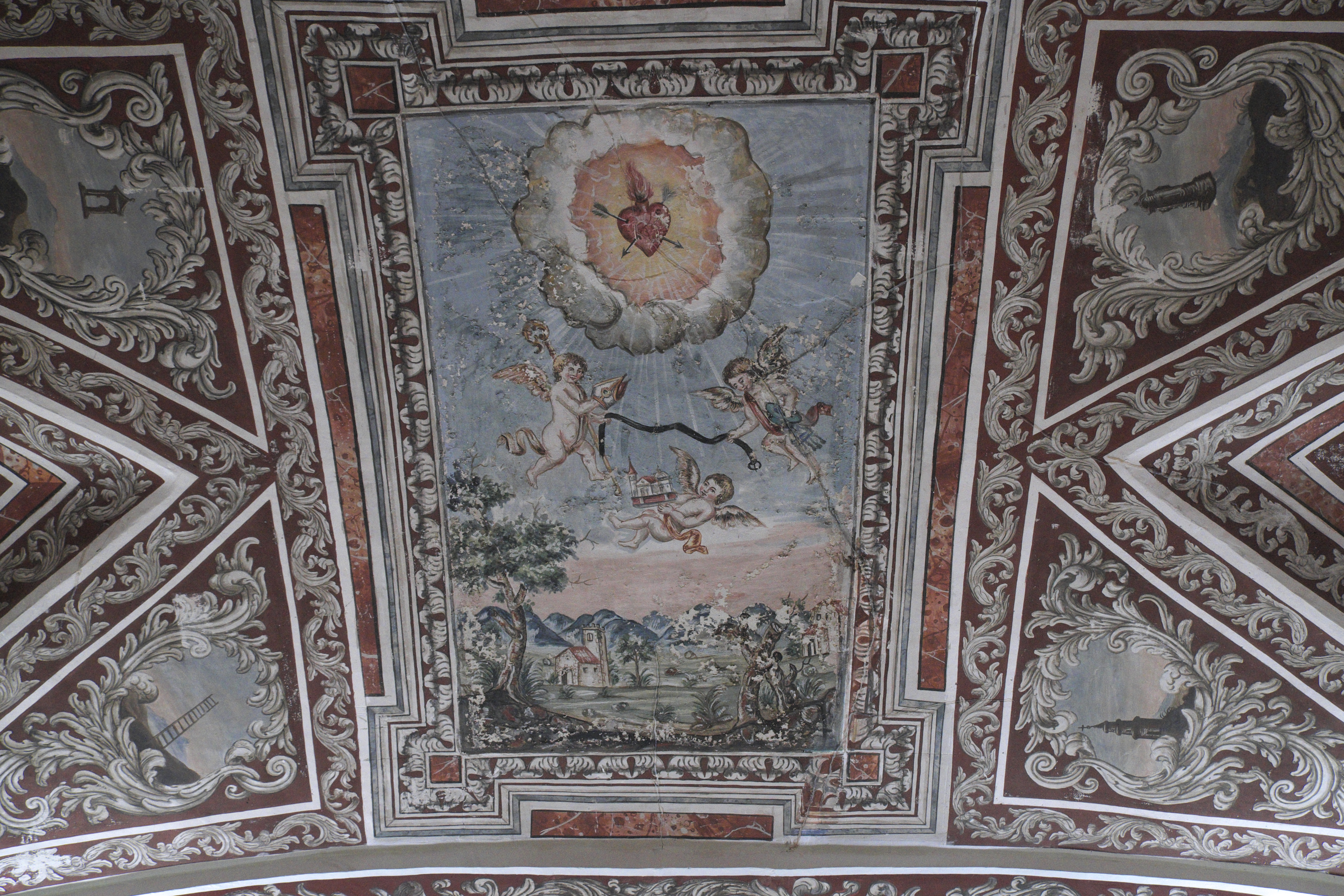

#### Ermida de São João Batista
Foi construída no século XVII, como atesta a real licença fundacional de 1626, embora possivelmente já existisse uma pequena edificação religiosa anterior. Destaca-se a nave central, coberta por um artesoado de clara tradição mudéjar, com decoração de rendilhados e escudos heráldicos. O edifício foi ampliado no século XVIII, quando foram construídas a sacristia, o camarim e a capela de Nossa Senhora dos Remédios.

#### Igreja de São Bartolomeu o Real ou Igreja da Companhia de Jesus

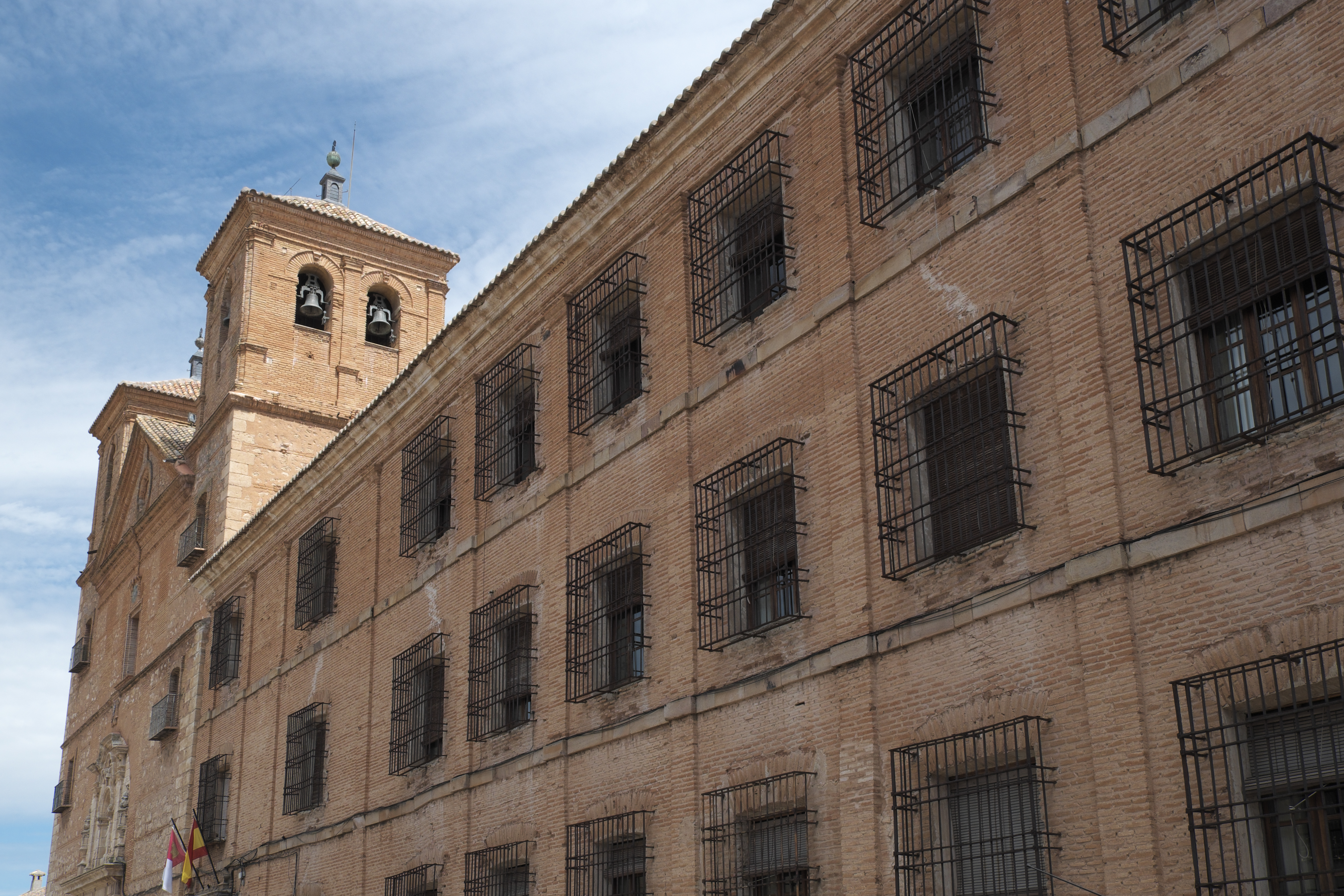
Igreja de São Bartolomeu

Foi fundada com a licença do rei Filipe III em 1602, com financiamento dos fiéis, em especial da família dos Mera. As obras, que além da igreja incluíam também um colégio, começaram em 1625 e prolongaram-se durante décadas, sob a supervisão dos jesuítas. Não obstante ter sido dada como terminada em 1735, em 1767, quando os  jesuítas foram expulsos de Espanha, o colégio ainda não estava terminado. Os atrasos explicam a mistura de estilos que é patente nos primeiros corpos dos portais da igreja e do colégio, onde o classicismo do projeto inicial se mistura com elementos barrocos introduzidos pelo segundo arquiteto, Tomás Núñez de la Barrera.
Essa capela é parte mais notável da ermida. Situa-se na nave do Evangelho e a planta é em  cruz grega com braços pouco desenvolvidos. É decorada com pinturas em têmpera e gesso, que têm uma grande semelhança formal com as pinturas da Igreja de Santo Agostinho. As pinturas incluem imagens decorativas, imagens simbólicas relacionadas com alegorias marianas e do Paraíso e passagens da vida da Virgem.

#### Igreja de São Brás
Até ao século XVIII chamada de São Salvador, foi construída na época em que os Fugger chegaram a Almagro, na primeira metade do século XVI, quando Carlos V lhes ofereceu como pagamento das suas dívidas as rendas dos Maestrazgos das ordens e Jakob Fugger decidiu reedificar a antiga ermida do Salvador, em sinal de agradecimento dos benefícios recebidos. Na inscrição em latim na igreja lê-se «Salvatori. Opti. Max Quantum. Id. Est. Et/ Quam. Etiam. Spectandum Extra. Intraq. S.A./Cellum. Jacobus. Fuger. Et. Fratrum. Eius./Filli. Pietatis. Et religionis. Ego. D.D.D.» ("Ao Salvador máximo, quanto há e também o que é de esperar, fora e dentro desta capela, Jakob Fugger e os filhos dos seus irmãos dedicam como testemunho de piedade e rleigião. Eu dou, doo e dedico").

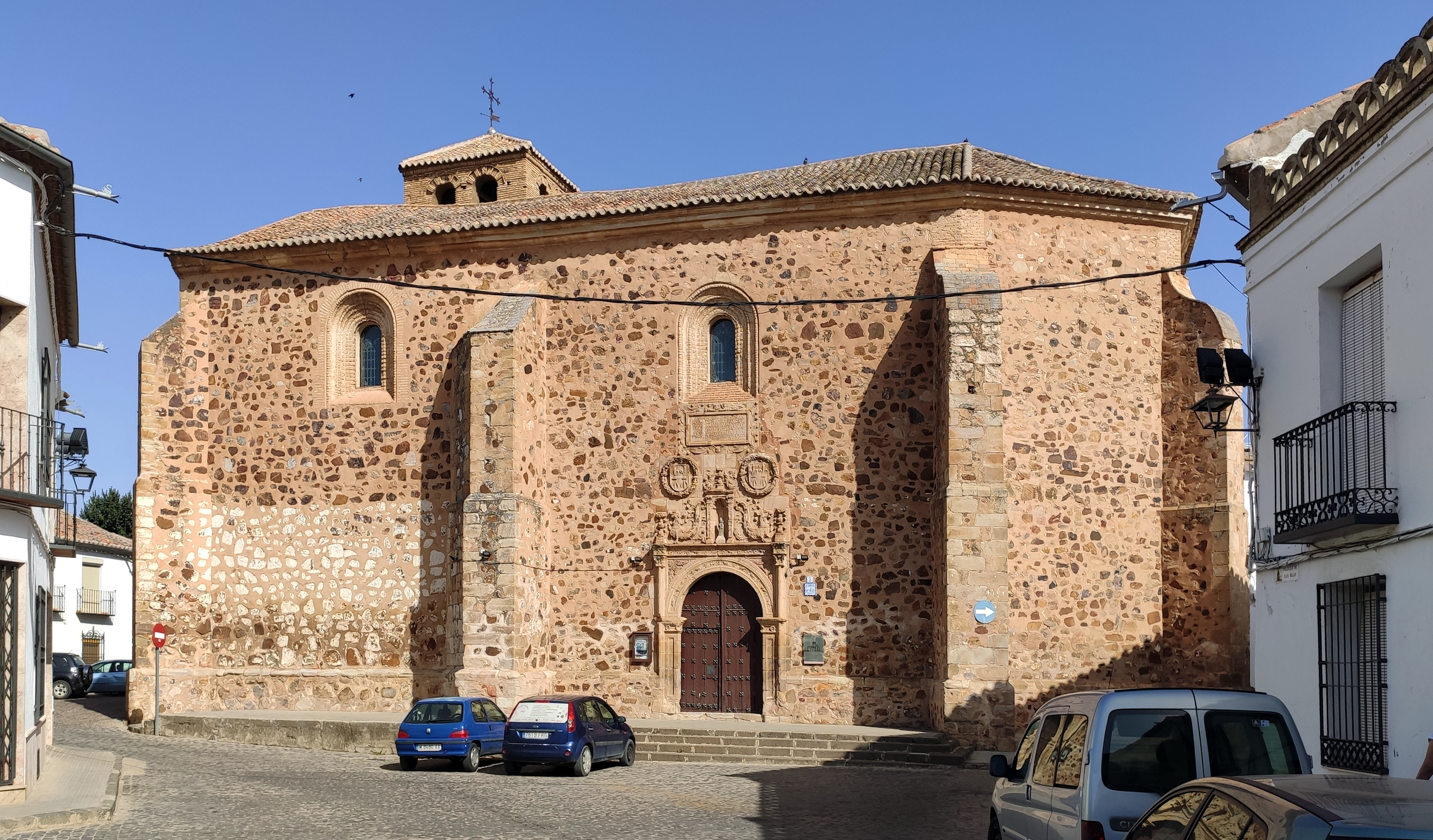
Igreja de São Brás

A intervenção dos Fugger na ermida foi condicionada pela edificação já existente. A obras foram realizadas pelos mestres que trabalhavam para o Convento da Assunção de Calatrava [es] e tiveram duas fases. Na primeira dessas fases, supervisionada por Jakob Fugger, foram construídas a cabeceira e o primeiro tramo. Na segunda fase, supervisionada por Marco e Jakob Fugger (sobrinhos de Jakob), foram construídos o outro tramo e a torre. O templo tem uma nave único e, por não ter cruzeiro, é um espaço unitário, dividido numa cabeceira poligonal e dois tramos cobertos por abóbadas em cruzaria com discos nas chaves, cujas nervuras assentam sobre mísulas decoradas com os emblemas heráldicos dos Fugger. O coro é constituído por uma balaustrada que levaria ao escudo do fundador. O baixo-coro tem um artesonado de madeira com os caixotões decorados com rosetas.
O exterior é constituído por paramentos de alvenaria e é articulado mediante contrafortes. Também tem janelas simples, com arcos de meio ponto em tijolo, que iluminam o interior. O portal principal é de arenito e orientado a sul. É formado por um arco de meio ponto com jambas rebaixadas e uma linha de impostas decoradas com flores de quatro pétalas. A decoração na volta do arco é de motivos vegetais e a das enjuntas de grotescos. Tem pseudopilastras em forma de vareta com capitéis em forma de vaso. O entablamento suporta um segundo corpo configurado por um nicho com pilastras e ladeado por dois grifos. Sobre estes há duas coroas de louros com o brasão de Jakob Fugger e no topo do conjunto encontra-se a lápide com a inscrição acima referida. Do ponto de vista iconográfico, o grifo, monstro fabuloso com cabeça, asas e garras de águia e corpo de leão, representa a vigilância e a coragem, pelo que a sua utilização nas portas tem um sentido de proteção.
A porta do Imafronte apresenta características maneiristas, inspiradas no tratado de Serlio. Tem dois corpos, o primeiro com lintéis e o segundo com os escudos dos descendentes de Jakob, sobre o qual há uma rosácea que ilumina o coro. A igreja é usada para eventos do Festival de Teatro Clássico desde 2055, sobretudo concertos, mas mantém a sua atividade religiosa.

## Cultura

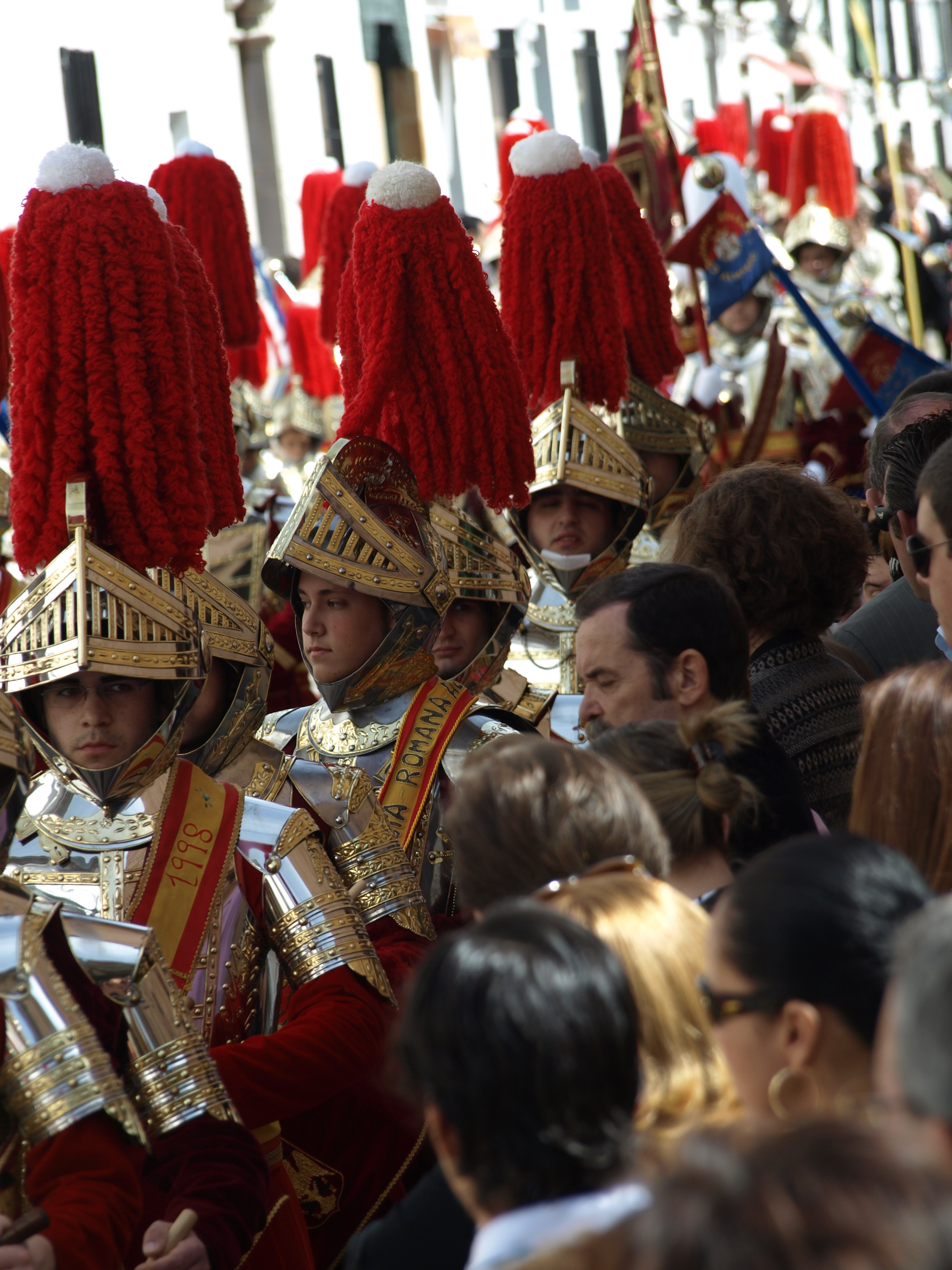
es da Companhia Romana de Almagro numa procissão da Semana Santa em Almagro

As principais festividades populares são a feira de São Bartolomeu, entre 23 e 28 de agosto e a romaria em honra de Nossa Senhora das Neves, a 5 de agosto.
Almagro é conhecida em toda a Espanha pelo seu envolvimento nas artes cénicas, desde que o Curral de Comédias foi redescoberto e recuperado em 1954. O Festival de Teatro Clássico de Almagro [es] realiza-se anualmente em julho desde 1978. É um evento internacional dedicado ao teatro barroco [es], em especial ao do Século de Ouro Espanhol. Outros festivais realizados na cidade são o Festival Iberoamericano de Teatro Contemporâneo de Almagro (FITCA), que que se realiza anualmente desde 2001, e o Festival de Criação Universitária de Almagro (CUAL), cuja primeira edição ocorreu em 2015.

### Museus
- Museu Nacional do Teatro — Tem um abundante acervo de iconografia teatral pictórica (sobretudo retratos de atores), escultórica, figurinos, trajes, esboços de cenografias, cartazes, fotografias e maquetes, além duma biblioteca com edições e manuscritos dos séculos XVIII ao XX e uma coleção importante de partituras musicais. Estás instalado no que outrora foi o Palácio Maestral, dos mestres da Ordem de Calatrava.

- Museu Etnográfico Campo de Calatrava — Está instalado numa casa restaurada do século XVIII, no centro histórico, perto da Plaza Mayor. O museu ocupa dois andares e uma cave. Nos dois andares estão expostas as coleções de objetos relacionados com diversos ofícios, que se foram transformando ao longo do tempo, sobretudo devido aos avanços tecnológicos, alguns deles desaparecidos por terem deixado de ser úteis ou rentáveis. A maioria dos objetos que essas coleções são ofícios do meio rural, distribuídos em salas, recriando ambientes originais de ofícios que se perderam ao longo do tempo ou que evoluíram com a chegada de novas tecnologias. Estão representados cerca de 40 ofícios realizados na comarca de Campo de Calatrava. No rés-do-chão encontram-se as sala de padaria, queijaria, adega,  lagar de azeite, fibras vegetais, fiação, cordoaria, cozinha, matadouro, colheitas,açafrão, pastorícia, tosquia, caça, alvenaria, arreios, fabrico de carroças e tanoaria. No segundo andar encontram-se as coleções de balanças romanas [es],[e] lanternas, ferrarias, carpintaria, sapataria, apicultura, lojas, artesanato, flores de tecido, frisador de cabelo, sala de jantar, quarto de dormir, boticário e rádios antigos. Na cave há uma recriação duma adega tradicional. O museu é o resultado da iniciativa privada duma família local, e tem como objetivo dar a conhecer as origens da cultura popular local. É apontado como o museu etnográfico mais completo da comunidade de Castela-Mancha e é uma referência para a criação deste tipo de museu noutras comunidades autónomas espanholas.

- Museu da renda (encaje) — Foi inaugurado em 2004 e expõe coleções de rendas confecionadas em Almagro e nas áreas vizinhas, nomeadamente as famosas blonda [es] (renda de bilros em seda).

- Espaço de Arte Contemporânea — É uma galeria de arte contemporânea, instalada no antigo Hospital de São João, que além de promover exposições temporárias e conferências, também tem uma exposição permanente.

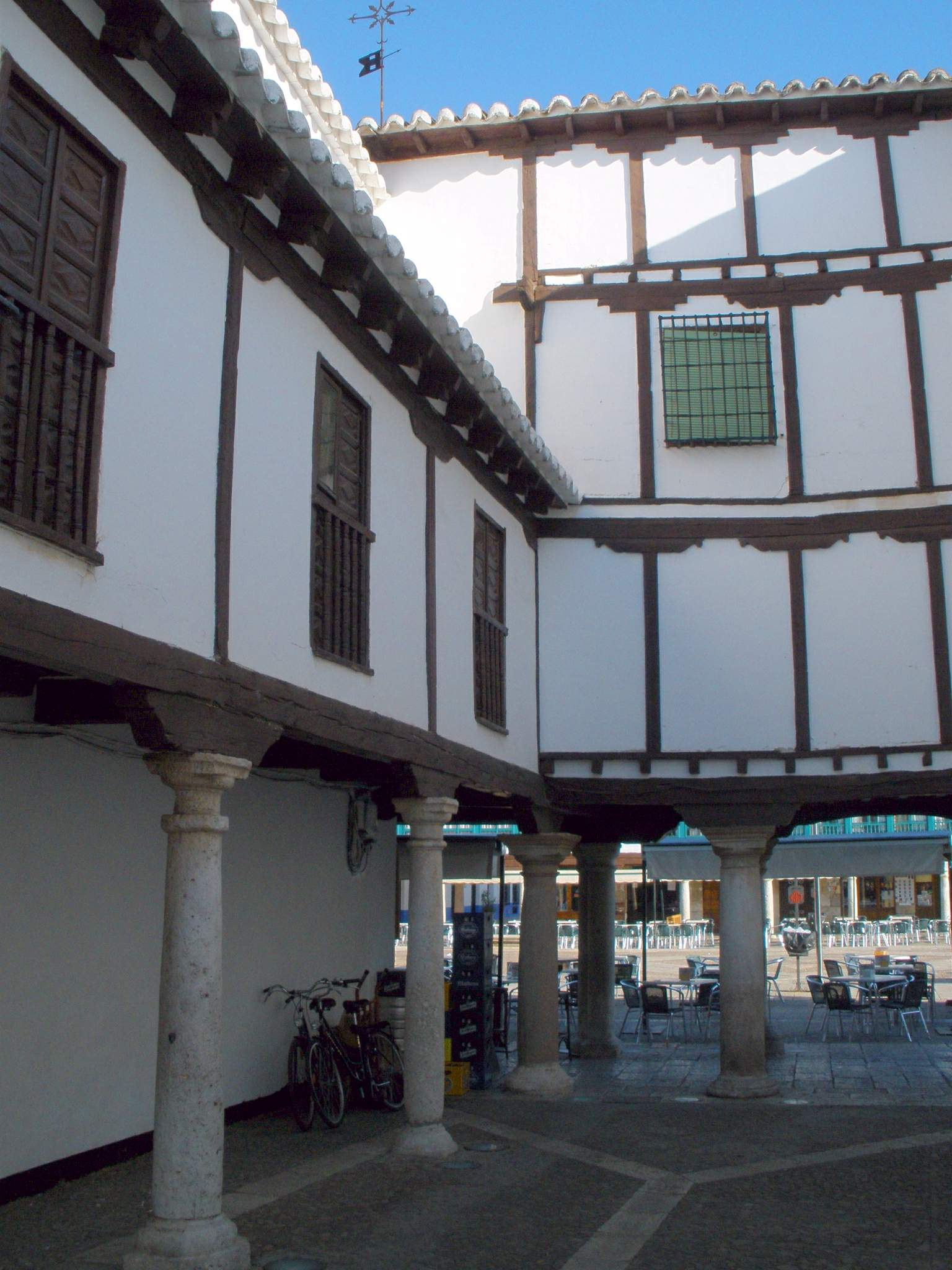
Museu da renda (encaje)
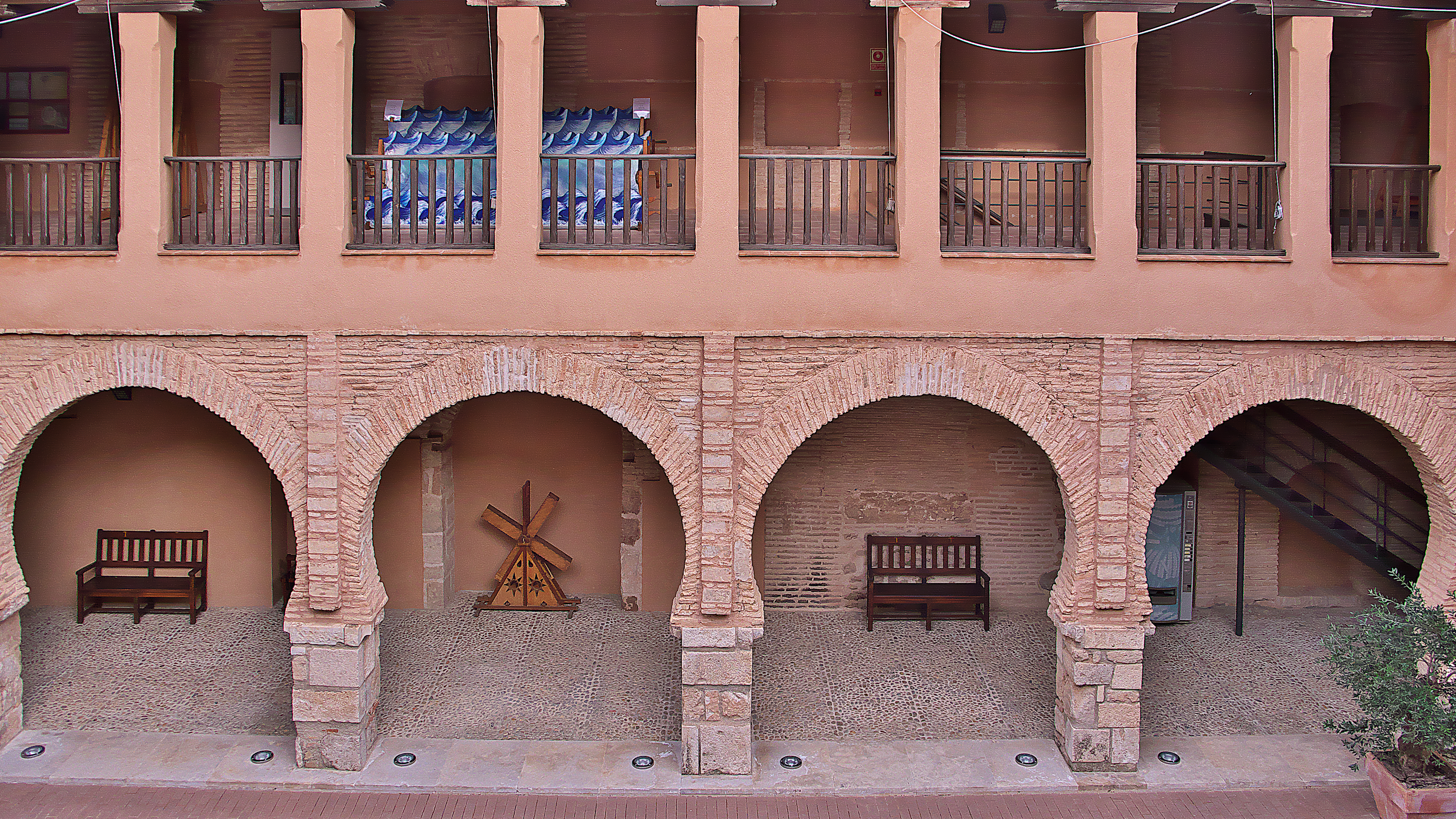
Pátio dos Palácio Maestral, no Museu Nacional do Teatro
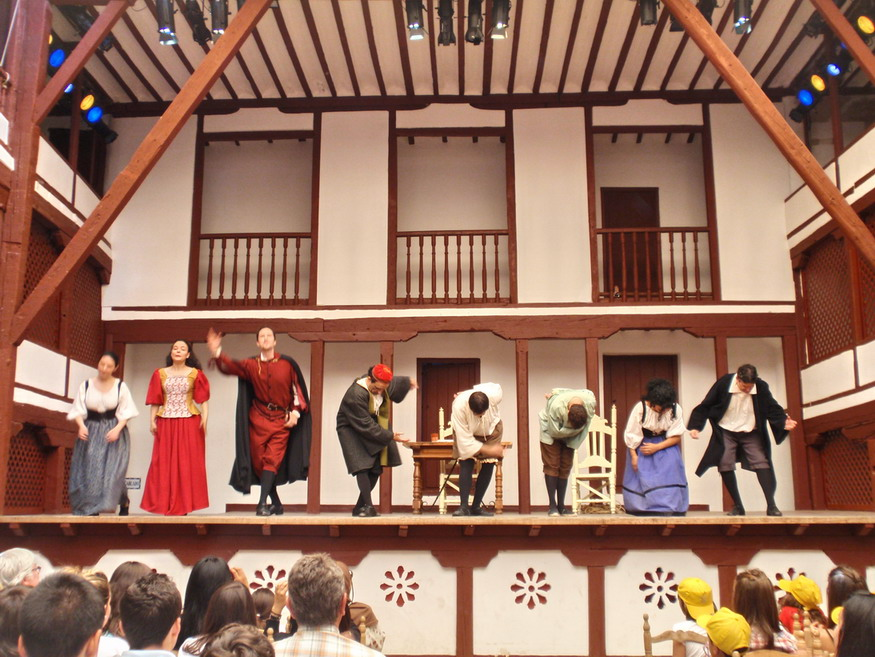
Representação do Médico à Força, de Molière, no Curral de Comédias
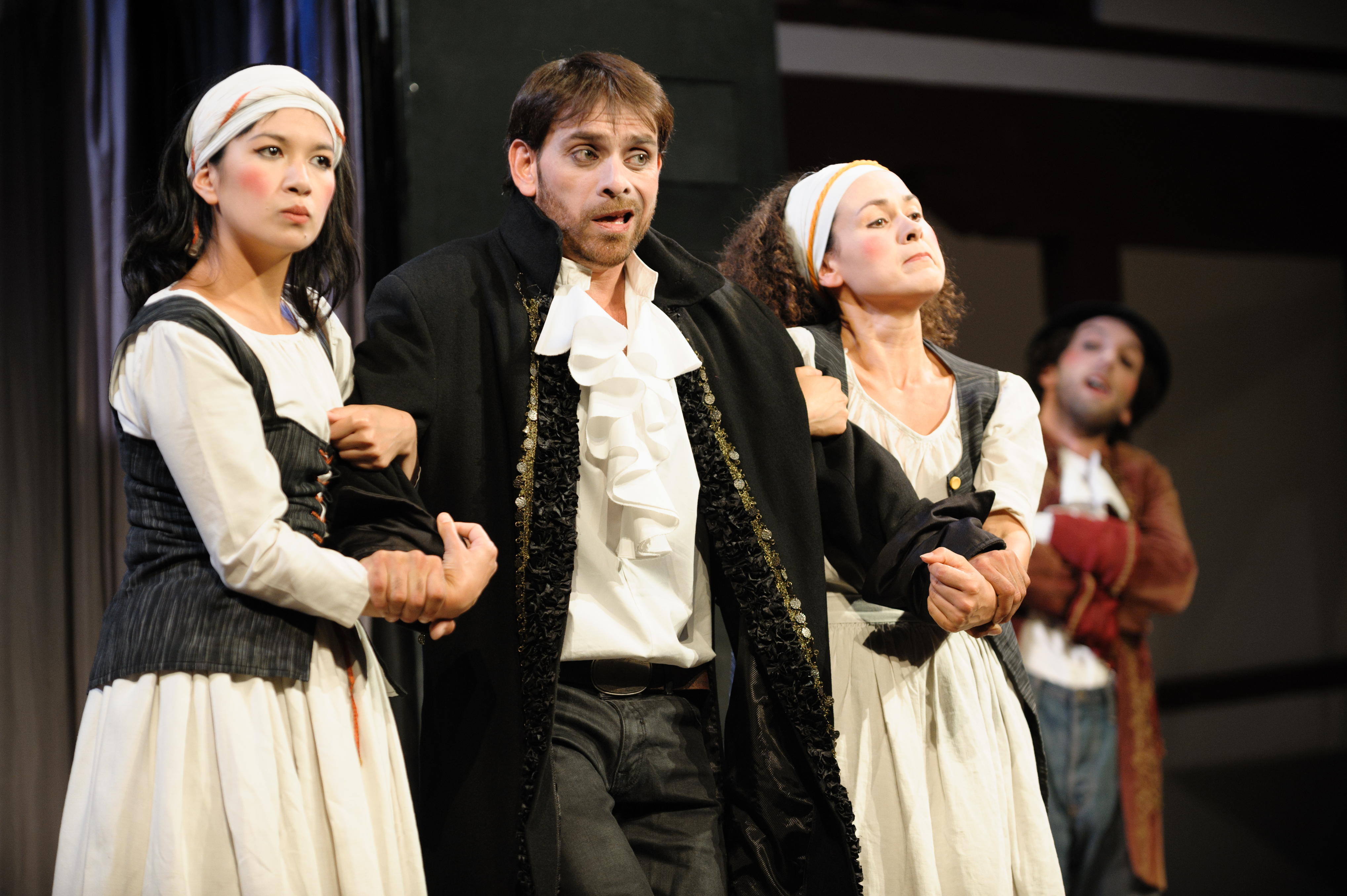
Representação de Don Juan, de Molière, no Festival de Teatro Clássico de Almagro de 2012

### Gastronomia

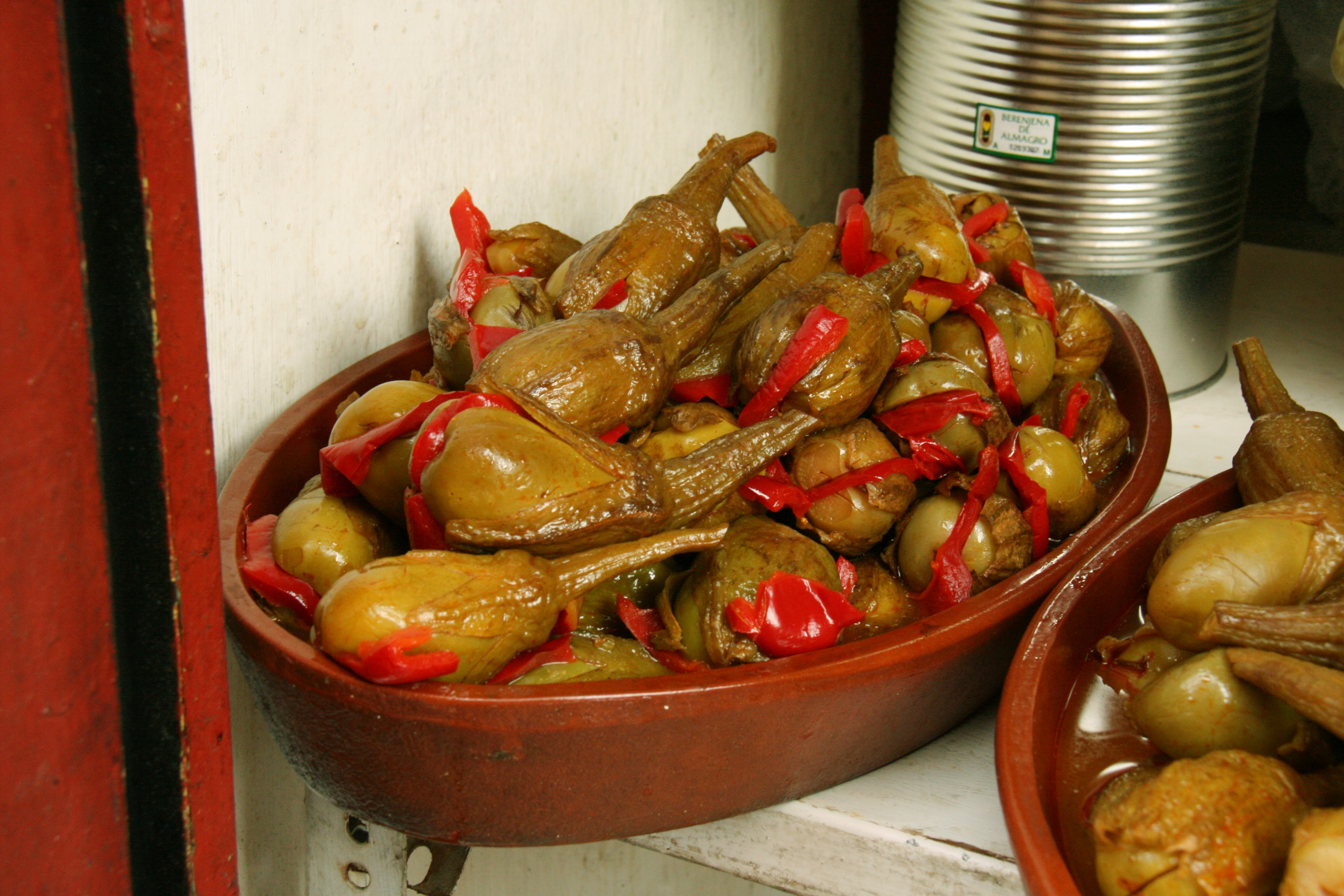
Beringelas de Almagro

O produto gastronómico local mais típico e afamado é a beringela de Almagro [es], preparada com um molho de origem árabe[carece de fontes?] e que tem Indicação Geográfica Protegida. Outros pratos da região são os duelos e quebrantos [es] (ovos mexidos com chouriço e toucinho entremeado, mencionado no Dom Quixote), o tiznao [es] (bacalhau salgado acompanhado de vegetais), o somallao [es] (pimento seco, cebola, alho e batata cozida), o asadillo manchego [es] (à base de pimento vermelho assado, consumido como aperitivo ou acompanhamento de pratos de carne), as gachas, o pisto machego e os feijões verdes com o mesmo molho das beringelas de Almagro.

### Cidades gémeas
Almagro tem acordos de geminação com as seguintes cidades:
 Guérande (França) 
 Trujillo (Espanha) 
 Santiago de Querétaro (México), desde 2010 
 Ujda (Marrocos)